# 针对艺术品和文物的掠夺

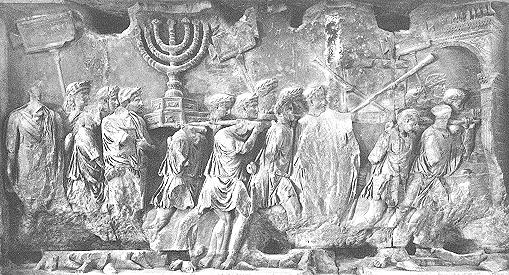
描绘耶路撒冷围城战的石雕，被从罗马提图斯凯旋门的内墙上盗走

几个世纪以来，艺术品被掠夺是战争、自然灾害和骚乱期间抢劫的结果。掠夺艺术品、考古学和其他文化财产可能是机会主义犯罪行为，也可能是冲突胜利者有组织的非法或不道德掠夺案件。 “被掠夺的艺术品”一词反映了偏见，而特定艺术品是否被合法或非法掠夺往往是相互冲突的法律以及政府和人民的主观解释的主题；在提及特定艺术品时使用“被掠夺的艺术品”一词意味着该艺术品是被非法盗取的。

## 历史

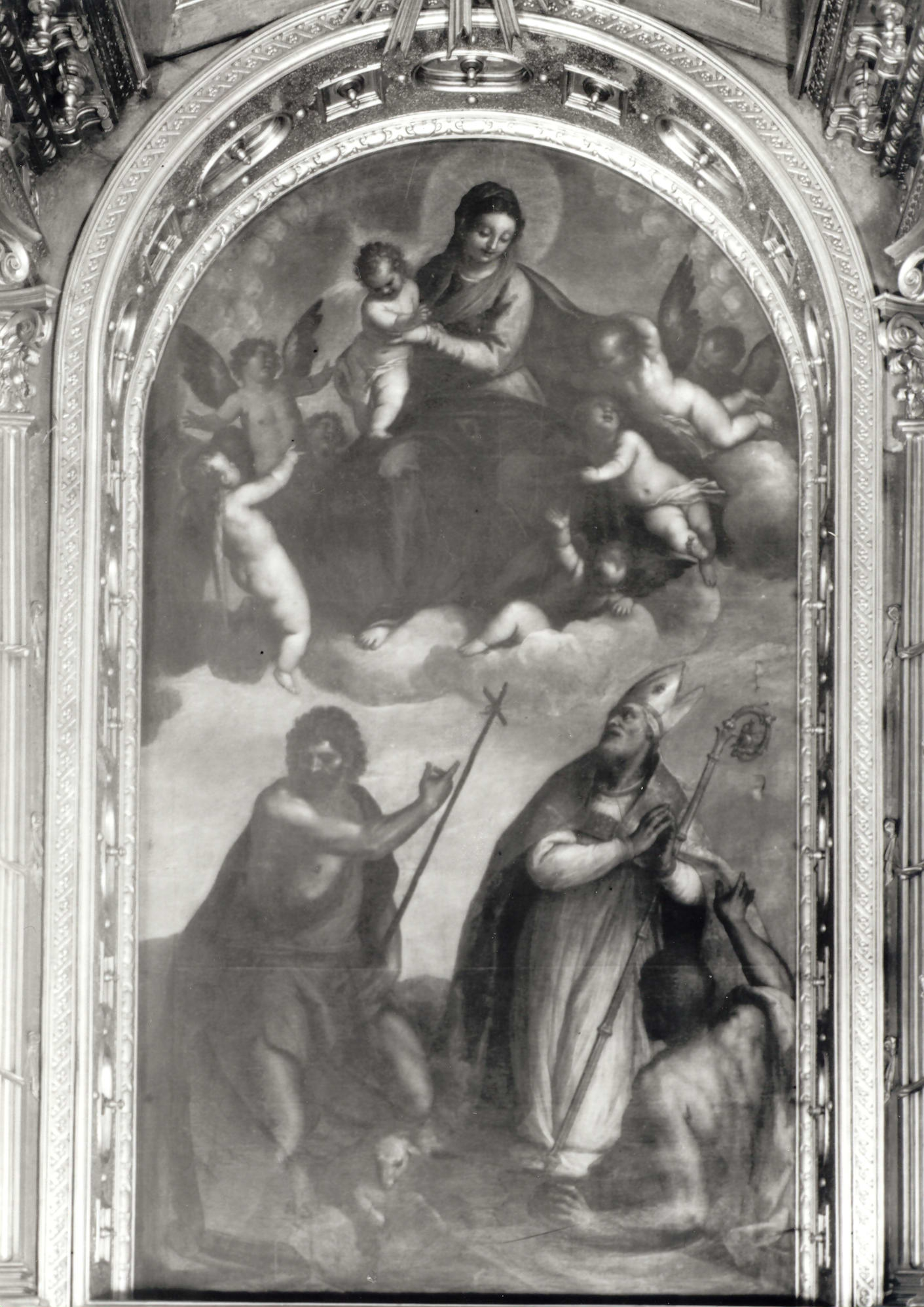
小帕尔马创作的《圣母子与施洗者圣约翰和圣斯坦尼斯瓦夫》，在拿破仑远征期间被掠夺 ，并于1820年代返回华沙。后来在华沙起义期间被德国人摧毁。

针对于艺术品的掠夺由来已久，武装冲突的胜利方经常通过掠夺失败方彰显自己的胜利。而在社会秩序缺失的情况下，当地居民也常常加入其中。在亚历山大大帝于公元前332年远征埃及之前，几乎所有法老王的墓葬中的随葬品都已被盗墓者洗劫一空。历史上，罗马也曾经遭到过多次掠夺。其他著名的例子包括公元前146年罗马洗劫科林斯、第四次十字军东征期间洗劫君士坦丁堡、1258年蒙古洗劫巴格达、埃尔南·科尔特斯掠夺阿兹特克的黄金。在早期针对艺术品的掠夺中，大部分都只是针对于艺术品的材质和原料（比如黄金、白银等），而不是艺术品的价值。
自从古董贸易兴起以来，各种雕像以及塑像也成为被掠夺的对象。世界各地的寺庙和遗迹都面临着风险，特别是在中东、东亚、东南亚以及中美洲
拿破仑远征之后，很多人开始建立起针对艺术品掠夺的制度。美国内战期间，针对艺术品出现了法律框架和指导方针，使敌对政党和国家的掠夺和掠夺合法化。美国南北战争期间的北方军司令亨利·瓦格·哈勒克 认为：“任何交战方破坏寺庙、坟墓、雕像、绘画或其他艺术品都是没有道理的（除非对它们的破坏是军事行动的意外或必要的。）但是，难道我们不能没收属于敌对国家的、具有可移动性质的艺术品吗？” 

1862年7月，曾与哈勒克一起制定游击战指导方针的哥伦比亚学院教授弗朗西斯·利伯应哈勒克的要求，制定了一套武装部队行为准则。该行为准则于1863年4月24日以第100号总令的形式公布，由美国总统亚伯拉罕·林肯签署，后来被称为《利伯法典》 。这部法典是在 教导联邦军士兵在战时应该如何行动。该法典的第36条写道：
“如果属于敌对国家或政府的艺术品、藏书、收藏品或仪器可以在不受损害的情况下被转移，那么征服者的国家或民族的统治者可以为了该国家的利益而下令扣押和移走它们。最终所有权将由随后的和平条约确定。

在任何情况下，如果它们被美国军队俘获，都不得出售或赠送，也不得被私人侵占、或肆意毁坏或伤害。”
《利伯法典》进一步定义了掠夺的条件以及战利品与制度化掠夺之间的关系。该法典的第45条写道：
“根据现代战争法，所有俘获和战利品主要属于俘获者政府。”
这些规定使得掠夺艺术品变得更加制度化和系统化。

## 被掠夺的国家

### 阿富汗
阿富汗的许多艺术品和文物在被殖民期间和几次战争中被大量掠夺。许多艺术品被走私到欧洲和美国并卖给富有的收藏家或博物馆。在19世纪初期，不列颠东印度公司的特使查尔斯·梅森来到阿富汗考察并发现了大量的古钱币和古代遗址，这就导致欧洲国家开始在阿富汗进行大量的考古工作，同时也伴随着大量的文物倒卖和掠夺。1920开始，阿富汗政府与法国签署了一项协议，将该国的考古研究专有权授予法国长达30年，其中一半的文物归给法国，一半的归给阿富汗。这些文物大部分存放在巴黎的吉美博物馆和喀布尔的阿富汗国家博物馆，越来越多的国家来到阿富汗考古并伴随着大量的文物流失。一直到1965年，阿富汗才终止各国在阿富汗的考古权。
自从70年代苏联入侵阿富汗以后，大量的阿富汗人的生活陷入贫困，因此针对文物的倒卖变得越来越严重。文物贩子通常的做法是将文物运往巴基斯坦，在那里寻找买家或是将其出售给游客。尽管巴基斯坦政府在1975年颁布了《文物法》，禁止文物的商业交易，但成效并不大。绝大多数的阿富汗文物和艺术品都是从巴基斯坦出口到世界各地。
除了民间对文物的倒卖以外，政府方面参与的文物贩卖也很严重。著名的巴格拉姆象牙以及许多来自巴格拉姆宝藏的文物就有很多是被阿富汗博物馆到卖到其他国家。2004年，部分被倒卖和失踪的文物被找到，后来又有20件文物被追回，并被送回阿富汗。。2021年，苏富比在其网站上上架了一批关于伊斯兰文化的拍品，其中被法国国家图书馆的研究员弗朗西斯·理查德发现许多拍品是来自阿富汗国家档案馆的藏品，并陆续发现了还有大量藏品被倒卖到阿姆斯特丹和巴黎。早在1999年，一批要被倒卖到伦敦、法兰克福和迪拜的阿富汗艺术品在白沙瓦被巴基斯坦警方查获，总计约2500多件文物，其中大部分是来自阿富汗国家博物馆的藏品。

### 塞浦路斯

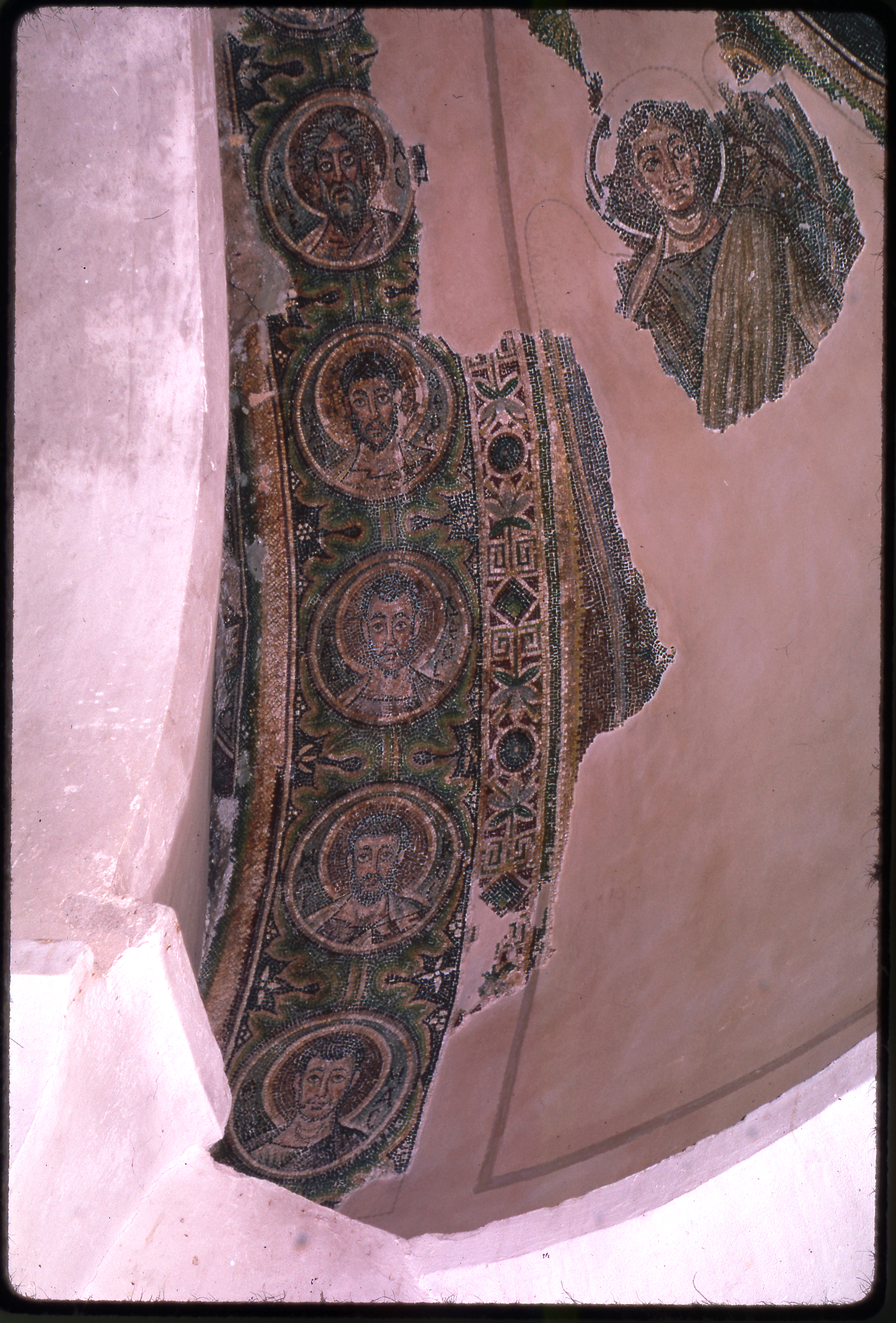
被盗走的马赛克壁画，拍摄于1973年，被盗于1975年

1974年土耳其在入侵塞浦路斯并占领该岛北部后，洗劫了属于塞浦路斯东正教会的教堂，这场文物掠夺被称为“二战以来最系统性的掠夺艺术品的例子之一”。其中，最著名的是针对卡纳卡利亚马赛克壁画的掠夺。这是一幅公元6世纪的壁画，它被从原来的教堂中被夺走，贩运到美国并以两千万美元的价格出售给J·保罗·盖蒂博物馆。 不过，在购买这些壁画之后，博物馆向塞浦路斯报告称这些壁画疑似是被倒卖至美国。随后，这些壁在经过法院审理后，被东正教教会收回。
塞浦路斯北部是针对艺术品掠夺最为集中的地方。据传，塞浦路斯土耳其族领导人不认为有义务保护北部的文物和古迹，因为他们觉得希腊族政府压迫他们太久了。 很多考古遗址、博物馆、教堂、修道院、城堡、图书馆和私人艺术收藏品都受到塞浦路斯北部地区针对艺术品抢劫的影响，大量的雕像、壁画、考古文物被倒卖到世界各地或干脆被毁掉。一些人认为，这样做是为了“土耳其化”北部地区，并消除塞浦路斯希腊族的特征。这也使得像艾丁·迪克曼这样的人一直倒卖文物来赚钱。这也是二战以来系统性的掠夺艺术品的例子之一。
许多非基督教场所都受到北塞浦路斯掠夺和破坏的影响。在入侵期间，考古遗址的工作被迫停止。虽然希族塞人南部地区的项目在短暂延迟后再次启动，但土耳其北部地区的项目却再也没有启动。北部许多与考古项目相关的营地、工作室和仓库都被洗劫一空。塞浦路斯岛的许多地区遭到轰炸和机枪扫射的破坏，很多珍贵的历史遗迹遭到严重破坏。塞浦路斯政府曾向联合国教科文组织、国际博物馆协会和国际古迹遗址理事会提出呼吁，要求帮助保护岛上剩余的文化遗产，并于1976年任命了一名联合国教科文组织代表来提供帮助
在入侵之前的塞浦路斯岛上，大多数居民是希腊裔塞浦路斯人，对于这些希族塞人来说，希腊东正教教堂过去和现在仍然是他们身份和信仰的核心。 在北方，人们担心基督教正在消亡，因为教堂和修道院已被摧毁、改造或正在变成废墟。土耳其北部居民将一些以前的教堂改造成清真寺、军营、马厩、夜总会和酒店。据记载，在北部地区的520座教堂和修道院中，目前只有3座教堂和1座修道院幸免于难。至少有55座教堂已改建为清真寺，另有50座教堂和修道院已改建为其他建筑，为土族塞浦路斯人服务。北塞浦路斯土耳其共和国发言人表示，之所以对这些建筑物进行改造，是因为建筑物处于危险随时会倒塌，他还表示，将其他宗教的建筑物改造成清真寺是奥斯曼帝国的习俗；这个想法可以与其他伊斯兰遗址联系起来，例如以色列耶路撒冷的圆顶清真寺。
尼科西亚的拜占庭博物馆馆长雅尼斯·埃利亚德斯估计，自1974年土耳其军队首次入侵该岛以来，已有25000个圣像消失，而其他人估计，有15000至20000个圣像失踪，还有数十幅6世纪至15世纪的壁画和马赛克，数千个圣杯、木雕、十字架和圣经。然而，在某些特殊情况下，塞浦路斯教会能够回收圣像或马赛克，这是其文化遗产改革的一大进步。 
宗教场所的改造也引发了仍居住在北部地区的数百名希族塞人的诉讼。希腊东正教已将土耳其告上欧洲人权法院，因为他们阻止基督徒在以前的宗教建筑但目前已经被改造的建筑中进行礼拜。尽管这些建筑物被摧毁或是被改造，希族塞人仍然希望能够在这些地方进行礼拜，以保持他们的信仰的连续性。

### 德国
第二次世界大战后，德国遭到盟军针对德国艺术品的掠夺。至今仍在德国、俄罗斯和美国之间引起争端和冲突，因为许多物品从未归还给德国。
有人认为，苏联对德国艺术品的掠夺是针对其入侵的报复。而美国军方在掠夺中的角色则主要是为了个人利益而进行的掠夺。
苏联对德国的掠夺不仅限于官方的战利品，还包括许多因个人原因进行掠夺的普通士兵和军官。至少有250万件艺术品和1000万册书籍和手稿被掠夺至苏联，包括德国私人收藏的古腾堡圣经和印象派绘画。据《时代》杂志报道，苏联制定了特别的“目标清单” ，并遵循拿破仑、希特勒、英国和美国军队给出的历史“例子”。这些目标集中在德国艺术品和文物上并在二战后被洗劫一空。
德国收藏品损失了18万件艺术品。据文化专家称，这些艺术品“被保存在俄罗斯和波兰的秘密仓库中”。被盗的艺术品包括尼古拉·皮萨诺的雕塑、多纳泰罗的浮雕、哥特式圣母像、波提切利和安东尼·范戴克绘画以及用石头和木头渲染的巴洛克作品。 2007年，德国公布了失踪艺术品名录，记录失踪艺术品的范围，防止转售，并加快对被掠夺艺术品的归还。第二次世界大战期间，仅柏林国家博物馆就丢失了约400件艺术品。德国萨克森-安哈尔特州至今仍保留着一份名为Beutekunst （“被掠夺的艺术品”）的清单，其中包含1000多件据信被美国或苏联掠夺的绘画和书籍。
波兰在二战后拥有了德国的东部领土（即所谓的“收复的领土”）以及原先领土上的一些文物和藏品。其中有大量来自柏林的藏品，在波兰语中被称为“Berlinka” 。波兰拥有的另一个著名收藏是赫尔曼·戈林 收藏的25架飞机波兰拒绝将这些藏品归还给德国，除非德国归还一些在波兰被掠夺但仍由其拥有的藏品作为交换。 
很多德国的图书馆和档案馆都被洗劫一空，这些档案来自欧洲各地，并被苏军带回了苏联。俄罗斯国家军事档案馆仍然保存着大量外国档案，包括与犹太组织有关的文件。 
位于柏林的画廊丢失了441幅重要画作，其中包括彼得·保罗·鲁本斯 的七幅作品、卡拉瓦乔的三幅作品和范戴克的三幅作品。
埃伯斯瓦尔德黄金宝藏和德国墨洛温王朝艺术品和文物被从柏林运往苏联。
英国军队和海军战利品委员会还从德国掠夺了艺术品，其中包括海洋艺术家克劳斯·伯根克劳斯·伯根的几幅作品。根据英国国家档案馆的记载，这些画是从米尔维克海军学校被盗走的。这些画作被送往英国博物馆，5个留在伦敦国家航海博物馆。

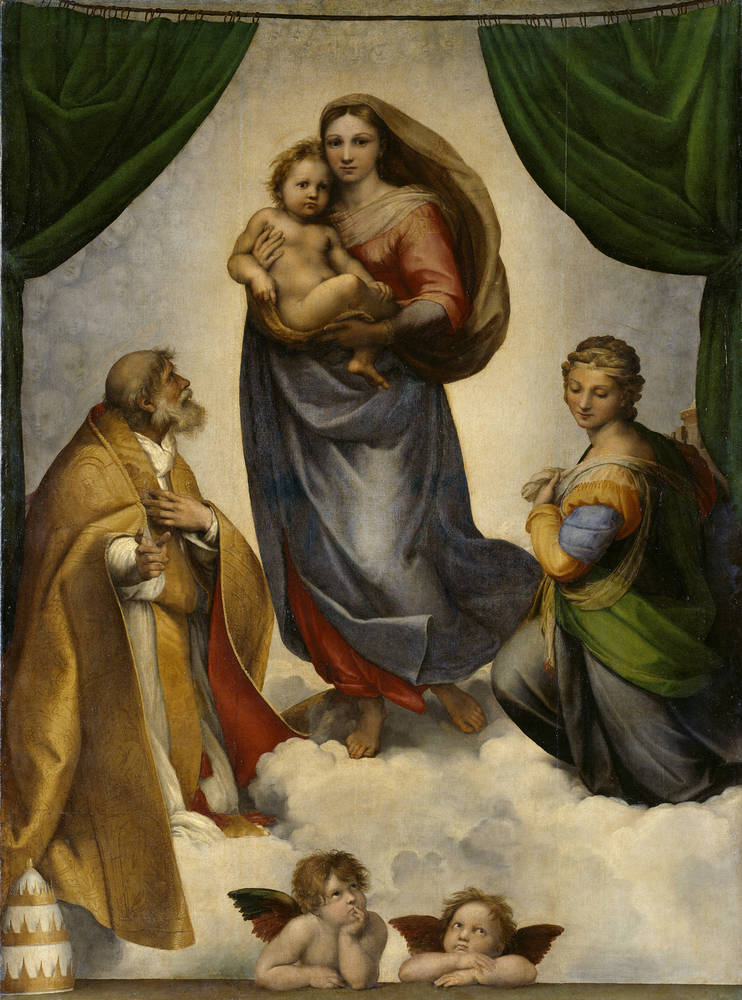
拉斐尔的《西斯廷圣母》在二战后被苏联抢走 ，并于1955年被归还给东德的德累斯顿画廊。

1955年8月25日，苏联工作人员向东德代表移交了原属于德累斯顿历代大师画廊的1240件画作，其中包括柏林战役后苏联人保存和修复的《西斯廷圣母》和《沉睡的维纳斯》 。据普希金博物馆馆长伊琳娜·安东诺娃介绍，上个世纪50年代至60年代，在苏联政府的要求下，超过 1,500,000件具有文化价值的物品被无条件归还给德国的博物馆。 

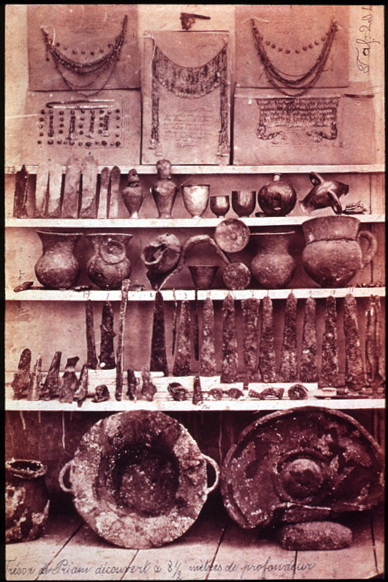
普里阿摩斯宝藏，由德国考古学家海因里希·施里曼在特洛伊发现并贩运回德国。 它于1945年从柏林国立博物馆转移到柏林的一个地堡中，从此消失不见，最终于1993年9月在莫斯科的普希金博物馆重新出现。

在1998年，鲍里斯·叶利钦政府承诺“识别并归还被纳粹掠夺、随后又被苏联掠夺的艺术品作为对德国入侵苏联的‘赔偿'”。俄罗斯国家杜马颁布了一项法律，根据该法律，“二战后转移到苏联的文化财产”被宣布为俄罗斯联邦的国家遗产，并且每次转让将得到俄罗斯议会的批准。 该法律的序言将普里阿摩斯宝藏等剩余的文物和艺术品归类为对“德国史无前例的战争罪行”以及德国侵略者在战争期间对俄罗斯文化遗产造成的不可挽回的损害的补偿。 
根据国家杜马2002年4月17日通过的法律，冬宫博物馆将被掠夺的中世纪圣母教堂彩色玻璃窗归还给奥得河畔法兰克福。然而，117件文物中仍有6件下落不明。冬宫博物馆前学术秘书安德烈·沃罗比耶夫于2005年证实了这些文物仍在俄罗斯普希金博物馆。根据艾尔米塔什博物馆的说法，“作为回报，德国公司Wintershall支付了维修第二次世界大战期间被毁的教堂的费用。
第二次世界大战后，内务人民委员部从德国安哈尔特亲王约阿希姆·恩斯特手中掠夺了由18件银器收藏品，安哈尔特亲王曾因加入纳粹党而被苏联逮捕并关在了布痕瓦尔德集中营，死后获得平反。尽管俄罗斯检察官最初拒绝了他的子女关于恢复亲王名誉的请求，但文化部还是以所谓的“善意姿态”将这些藏品归还给亲王的后裔。 
列夫·贝赞斯基是一名俄罗斯军官兼翻译，后来成为一位历史学家和莫斯科军事学院教授。他是格奥尔吉·朱可夫元帅麾下白俄罗斯第一方面军的军事情报官，参与审讯德国陆军元帅弗里德里希·保卢斯，并为斯大林翻译确认阿道夫·希特勒死亡的消息。1945年红军占领柏林后，他调查了阿道夫·希特勒的死亡及其指挥部。在他的许多文章和书籍中，他没有提及他从帝国总理府抢劫了几个装满约100张唱片的集装箱，这些唱片是由欧洲各地最好的管弦乐队与当时最好的独奏家演奏的。贝赞斯基将掠夺的的唱片带到莫斯科，在那里他“对自己的盗窃行为感到内疚，并将这些唱片藏在阁楼里。1991年，他的女儿偶然发现了这些唱片。 在唱片被曝光后，贝赞斯基一直都是保持沉默，因为担心他会被指控抢劫。
维克托·巴尔丁是一名二战时期的苏联陆军上尉，后来担任莫斯科舒谢夫国家科学研究建筑博物馆馆长，他于1945年5月29日从勃兰登堡的卡恩佐夫城堡拿走了不来梅艺术馆存放于此的362幅图纸和两幅小画作俄罗斯前文化部部长米哈伊尔·什维德科伊估计巴尔丁偷走的收藏品的价值约为15亿美元。不来梅艺术馆的全部藏品中，仍有1,500多件艺术品下落不明。 为了找回丢失的藏品，艺术馆于1991年和1997年出版了第二次世界大战疏散期间丢失的艺术品的印刷品名录。

### 印度尼西亚

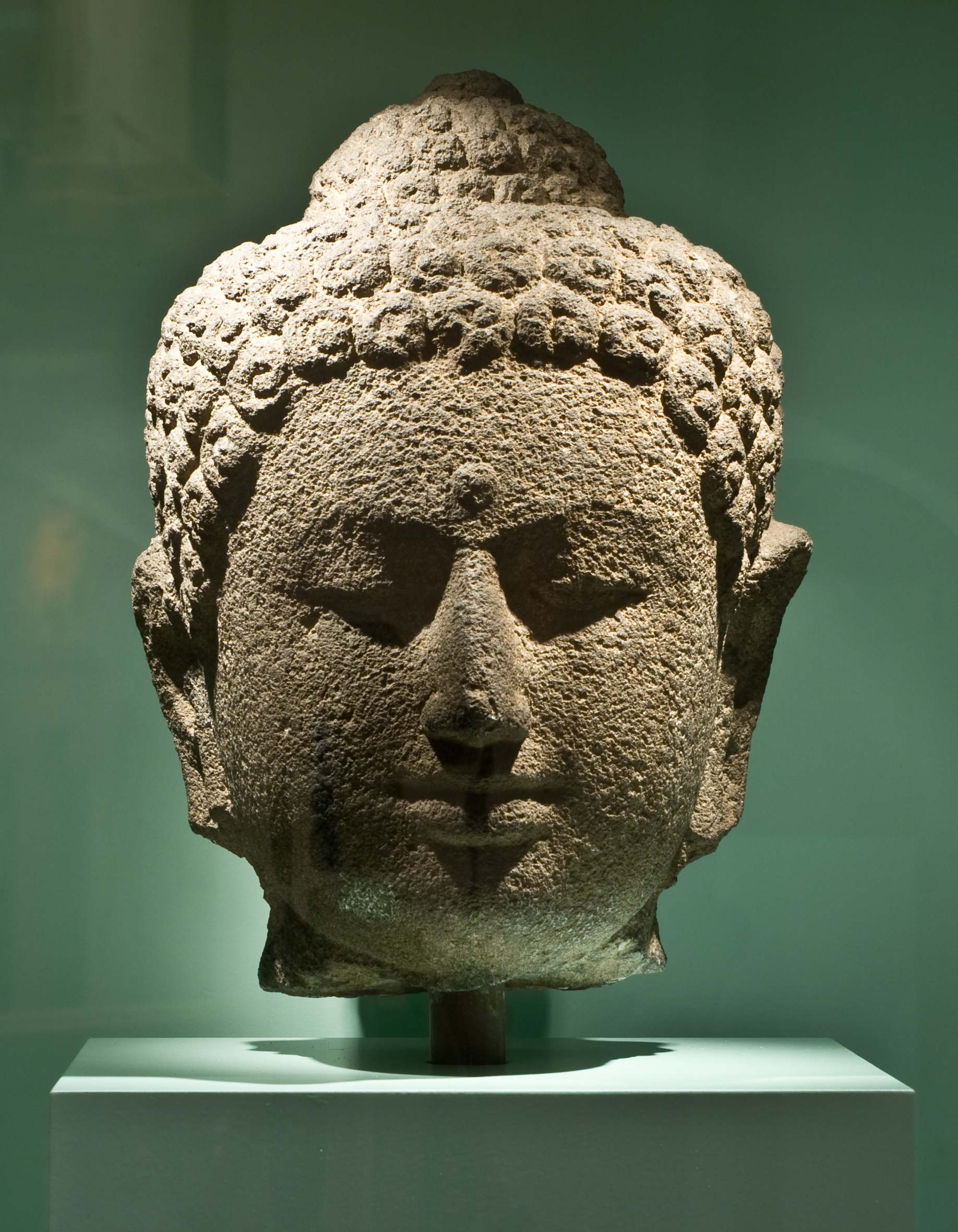
收藏在阿姆斯特丹热带博物馆内，来自于婆罗浮屠佛像的佛头

自18世纪以来，荷兰人对印度尼西亚进行了长达三个多世纪的殖民统治。在殖民统治期间，大量的文物因购买、掠夺、战利品或挖掘而被掠夺。印度尼西亚从荷兰独立后，对艺术品和文物的掠夺和倒卖仍在继续。20世纪70年代末进行的一项调查显示，荷兰在殖民期间通过军队以及传教士获得的大部分文物的来源都不符合道德规范。其中许多文物被带回荷兰，分布在荷兰的各个博物馆或在艺术品和古董市场上出售。 

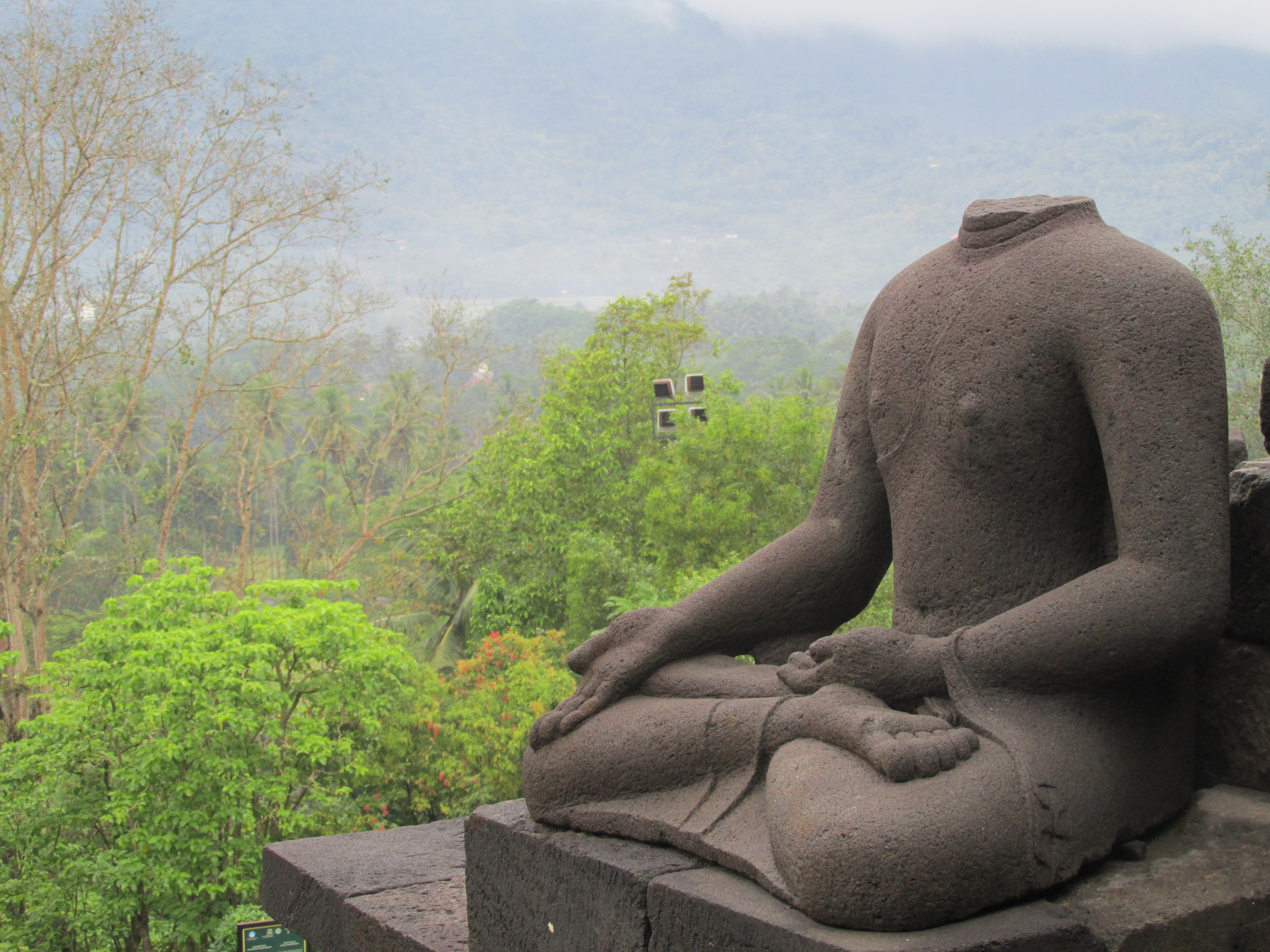
佛头被盗走的佛像

早在1811年，英属爪哇总督斯坦福·莱佛士爵士对古代爪哇的历史和文化有着浓厚的兴趣。在他执政期间，婆罗浮屠，普兰巴南和特罗姆兰岛的古代遗址纷纷被发现。这引发了人们对爪哇考古的兴趣。到了19世纪，荷兰人殖民印度尼西亚后对爪哇艺术的兴趣突然激增，导致大量的文物贩子和小偷对这些考古遗址进行掠夺。在婆罗浮屠最初的504尊古代佛像中，有300多尊受损，还有43尊失踪。被掠夺的婆罗浮屠佛像大多被卖到国外，最终大部分被阿姆斯特丹的热带博物馆和伦敦的大英博物馆收藏。
1934年，德国古生物学家、地质学家G·H·R·冯·孔尼华开始研究桑义兰早期人类遗址，发现了爪哇猿人化石。自从桑义兰遗址发掘以来，盗采和非法贸易问题就一直如影相随。当地村民有时从遗址中挖出化石，卖给附近的买家。自1992年印度尼西亚颁布关于文物遗产的法律后，对非法采掘的行为受到更严格的控制，然而近年来，这些化石盗掘贩卖的现象还是经常发生。2010年，一名美国公民在桑义兰被捕，警察在其卡车上发现了装有43种从桑义兰发掘的化石，估计市值约200万美元。
2020年，荷兰政府从代尔夫特的努桑塔拉博物馆向印度尼西亚归还了约1,500件文物。这个归还文物的项目于2016年开始，博物馆最初提供了12,000件文物送回印度尼西亚，但随后减少了归还文物的数量。此外，200多件来自龙目岛文物也自20世纪70年代起被归还给印度尼西亚。根据印度尼西亚和荷兰于1975年达成的协议，至少一半的龙目岛文物仍保存在荷兰的博物馆中并展出。在2022年7月，荷兰政府宣布将龙目岛的文物归还给印度尼西亚。

### 伊拉克

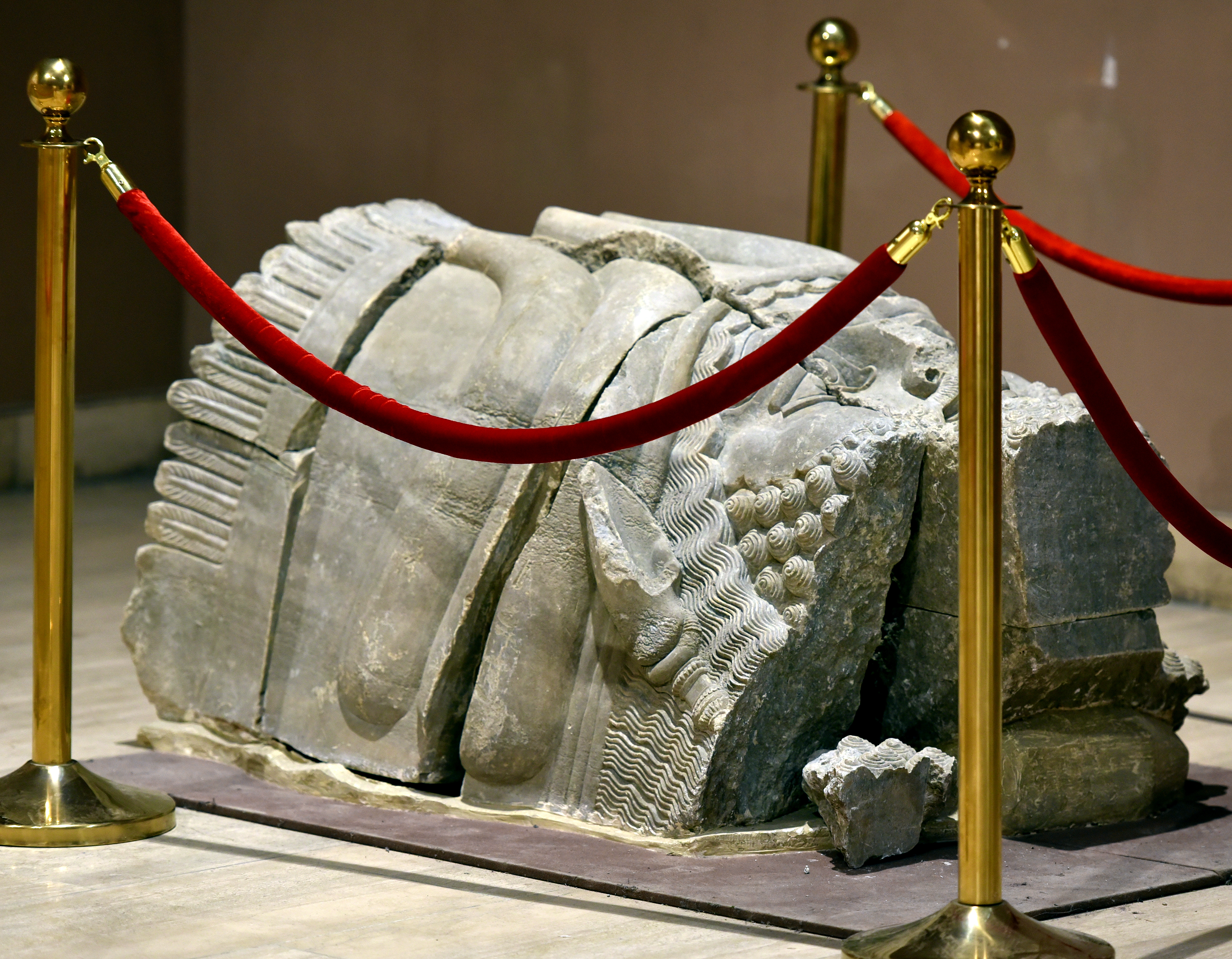
被盗走的拉马苏头像

掠夺伊拉克古代文物有着悠久的历史。早在1884年，奥斯曼帝国就通过了有关移动和销毁古物的法律。第一次世界大战结束时，英国的美索不达米亚托管地为考古遗址建立了保护措施，自此，针对伊拉克艺术品和文物的掠夺成为一个问题。大英博物馆负责这一时期伊拉克各地的遗址挖掘和博物馆管理。格特鲁德·贝尔组织挖掘了伊拉克的许多历史遗址，并创建了现在的伊拉克国家博物馆。
到20年代中期，随着文物黑市的增长，所有能发现古物的地点都开始发生掠夺和盗掘。伊拉克独立后，解除了对古董出口的绝对禁令。直到20世纪70年代中期，伊拉克还是极少数不禁止古物对外贸易的国家之一。 这使得伊拉克对来自世界各地的文物贩子和收藏家具有极强的吸引力。

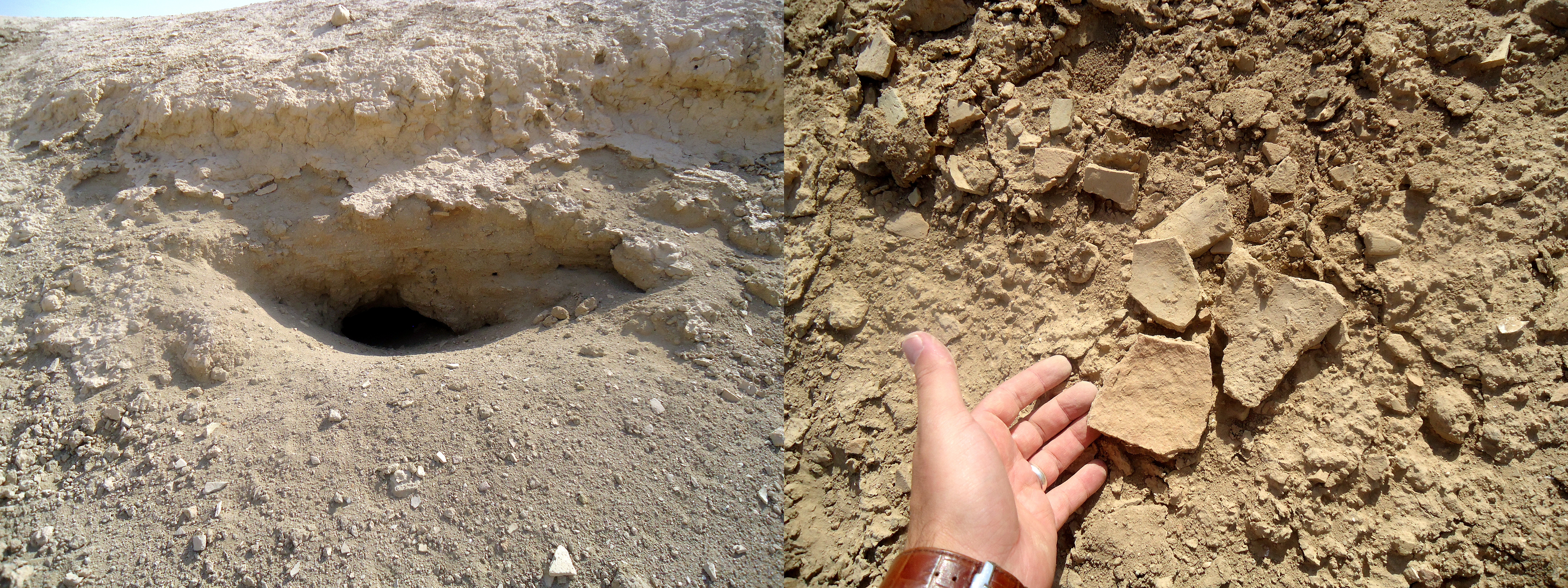
左图为伊拉克苏美尔城市基什遗址的盗掘者挖的坑，右图为被盗掘者扔掉的陶瓷碎片

1979年萨达姆·侯赛因成为伊拉克总统后，他非常珍视自己的国家遗产，并采取行动保护这些遗址和其中的文物。他认为伊拉克的过去对他的竞选很重要，他将分给考古和遗产的国家预算增加了一倍并在伊拉克各地创建博物馆和保护遗址。直到20世纪90年代，海湾战争过后针对文物的掠夺再次成为伊拉克文物保护的大问题。到2000年，文物掠夺已经变得非常猖獗。 2003年萨达姆政府垮台后，考古遗址完全“开放“，只有乌尔和尼普尔等一些遗址受到美国和联军的保护。
2003年4月9日，美军占领巴格达后，伊拉克国家博物馆的工作人员被迫逃离了这里，因此博物馆遭洗劫。当一些博物馆工作人员于4月12日返回博物馆时，他们遭到了偷盗者的驱逐。一直到4月16日美军进驻博物馆后，长达7天的掠夺行为才停止。博物馆展厅内有超过40件极有价值的展品被盗走，目前只有13件被找回，其中包括瓦尔卡面具。博物馆的地上储藏室被洗劫一空。大约有3,100件挖掘现场碎片（罐子，容器，陶器碎片等）被盗，其中有3,000件被找回。博物馆的地下储藏室也被洗劫一空。窃贼试图偷走最容易运输的物品，地下储藏室的柜子里有100个小盒子，里面装着考古发现的滚筒印章、珠子和珠宝。有证据表明，窃贼拥有柜子的特殊万能钥匙。他们偷走了10,000件藏品，其中，大约有2,500个被找回。
在博物馆被洗劫后，美国政府宣布保护博物馆并帮助他们找回被盗走的展品。2003年4月18日，巴格达博物馆项目在美国成立，其提议是确保伊拉克博物馆的安全并归还其藏品，即使这需要数百年的时间。
该小组不仅专注于执法和当前的文物市场，还将其使命设定为：
- 建立博物馆藏品中所有文物的综合在线目录
- 创建一个虚拟的巴格达博物馆，公众可以通过互联网访问
- 在虚拟巴格达博物馆内建立一个3D协作工作空间，用于设计和筹款。
- 在虚拟巴格达博物馆内建立一个资源中心，促进社区文化发展。

据信从博物馆掠夺的各种古代物品在运往美国、以色列、欧洲和日本的途中被发现，甚至在EBay上都浮出水面。
自战争爆发以来，博物馆一直受到保护，但伊拉克的考古遗址几乎完全没有受到联军的保护。自2003年以来，无法确切地发现考古遗址遭到了多少破坏。考古学家伊丽莎白·斯通（Elizabeth Stone）购买了伊拉克七千平方公里的卫星图像，其中包含许多已知遗址。她通过比较2001-2002年与2003年的图像，发现在这些遗迹当中出现了1,837个新的盗洞。据估计，2003年至2005年被掠夺的文物数量为40万至60万件。这个数字是博物馆被盗文物数量的30-40倍。在2004年至2006年期间，仅英国就缴获了3-4吨被掠夺的文物。

### 意大利
对意大利艺术品的掠夺并不仅限于拿破仑一人；意大利犯罪分子长期以来在该领域非常活跃，并且仍然在该领域非常活跃，意大利追回据称从该国被掠夺并出售给世界各地博物馆和艺术收藏家的文物的斗争仍在继续。意大利政府为了追回被盗的艺术品，专门成立了宪兵艺术小队（以下简称TPC），专门寻找向美国博物馆供应艺术品的文物贩子、走私者和经销商网络，收集了大量证据。据英国广播公司报道，意大利当局多年来一直坚持要求归还富有的博物馆和收藏家（尤其是美国的博物馆和收藏家）被盗或被掠夺的艺术品。意大利成功打赢了多起诉讼，许多美国著名机构被迫归还了属于意大利的被掠夺的艺术品和古董，其中包括大都会艺术博物馆、J. 保罗·盖蒂 博物馆、克利夫兰博物馆、明尼阿波利斯美术馆、普林斯顿艺术博物馆、托莱多艺术博物馆以及莱昂·利维和妻子谢尔比·怀特的私人收藏。 
由于意大利和土耳其政府提起的诉讼，以及调查记者彼得·沃森和考古学家弗农·西尔弗的努力，大都会博物馆和盖蒂博物馆都多次被揭露是被掠夺和偷盗的地中海文物的接收者，而博物馆则通过直接收购以及主要私人收藏家的捐赠和遗赠从非法文物贸易中受益。最终证明，大都会艺术博物馆和盖蒂博物馆在至少40年间收购的大量文物均来自以意大利艺术品经销商贾科莫·美迪奇为中心的国际非法古董交易网络。从20世纪60年代末开始，一个名为 “tombaroli" 的团伙有计划地从意大利和其他地中海考古遗址掠夺了数以万计的重要文物，包括从博物馆、教堂和私人收藏中偷窃物品。除了偷盗以外，一个由美国和英国商人组成的组织也在帮助美第奇“洗白”他偷盗来的文物，并将其出售给大都会博物馆、盖蒂博物馆等主要买家和美国的私人收藏家。
美第奇通常会向tombaroli 购买被盗的文物和艺术品，然后将它们从意大利偷运到瑞士，在那里进行修复并利用拍卖行宽松的态度和做法建立一个由空壳公司、精英古董经销商和画廊组成的复杂网络。这其中包括英国经销商罗宾·塞姆斯、美国经销商罗伯特·E·赫克特以及好莱坞制片人布鲁斯·麦克纳尔。TPC自20世纪90年代开始进行了一项重大调查，最终逮捕了美第奇并给他定罪，追回了数以万计的被掠夺的文物，还发现了大量的文献证据，包括这些被掠夺的文物从挖掘到修复再到最终被纳入博物馆收藏的过程，以及一份重要的手写“组织结构图”，其中列出了所有成员的姓名和联系方式。 TPC的调查还显示，梅迪奇利用空壳公司匿名出售文物然后再进行回购许多次，以操纵市场并获利。2016年2月，TPC官员宣布，对罗宾·赛姆斯位于日内瓦自由港的仓库进行的一次突袭发现了17,000件被掠夺的文物，几乎所有这些文物都被认为来自美第奇，而赛姆斯大约在2016年就秘密的将这些文物存放在那里，并等待时机将其出售。

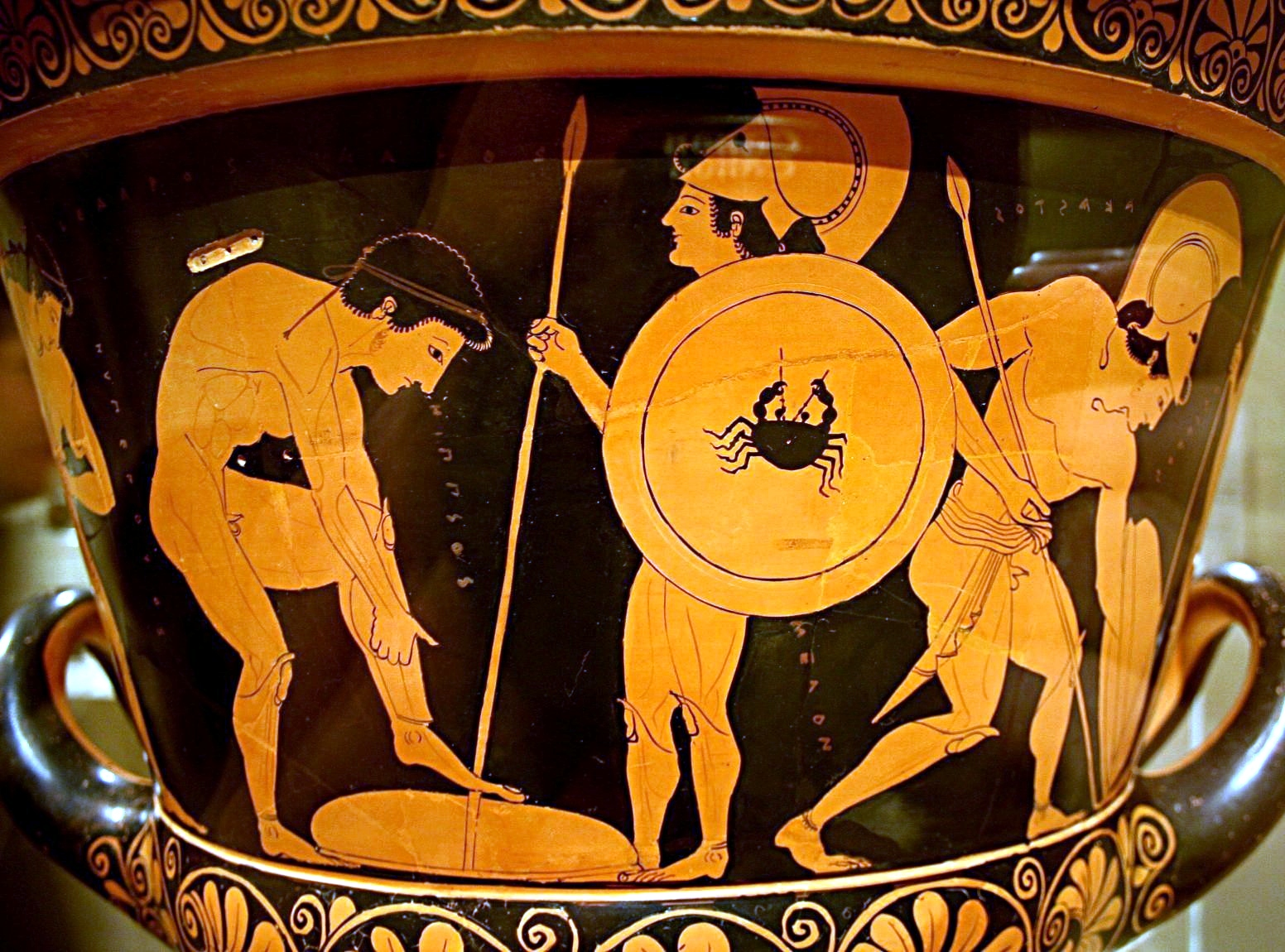
欧弗洛尼奥斯双耳喷口杯是一个拥有2,500年历史的希腊花瓶，从伊特鲁里亚古墓中被盗并从意大利走私，于2006年由大都会艺术博物馆归还意大利

2006年，大都会艺术博物馆最终同意放弃对一个有2500年历史的希腊花瓶的所有权，该花瓶被称为欧弗洛尼奥斯双耳喷口杯 ，这是一个由欧弗洛尼奥斯绘制的，TPC确定该物品是从伊特鲁里亚的墓葬中盗取并被美第奇帮偷运出意大利。大都会博物馆还交出了15件西西里银器和四艘古船，以换取其他文物的长期借出。据《纽约时报》报道，这一案件“在同类案件中可能仅次于希腊和英国之间关于埃尔金石雕的争端，成为围绕主要博物馆收购古代艺术品的道德问题的象征”。 
大都会博物馆还卷入了其他几项重大争议，涉及被认为或证明被抢劫或盗窃的古物，包括：
- 回廊十字架（英语：Cloisters Cross），一个用海象牙雕刻而成的大型罗马式十字架。它最初 1961年由当时的主人，一位名叫安特·托皮奇·米马拉（英语：Ante Topić Mimara）的南斯拉夫收藏家提供给大英博物馆，现在人们普遍认为，他是在二战后期偷来的。大英博物馆最终拒绝购买该十字架，因为他无法提供证据证明他拥有该物品的完全所有权，但在大英博物馆的选择权于1963年到期后，大都会博物馆馆长托马斯·霍文立即购买了该十字架。目前，该十字架仍在大都会博物馆的修道院博物馆中收藏。[71]
- 摩根蒂娜宝藏（英语：Morgantina treasure）是由16件公元前3世纪罗马银器组成的宝藏，价值约1亿美元。它于20世纪80年代初被大都会博物馆收藏，后来证明是从西西里岛摩根蒂娜的一个重要考古遗址被盗走的。经过另一场旷日持久的诉讼后，大都会艺术博物馆也被迫放弃了这些宝藏，并于2010年将其运回西西里岛。[71][72]

2006年6月，调查记者彼得·沃森在接受美国考古研究所刊物《考古学》采访时写道，据意大利检察官保罗·费里称，仅在意大利就有10万座坟墓被盗，价值达5亿美元。他估计，包括希腊、土耳其、伊拉克、约旦、叙利亚、埃及、塞浦路斯、西非、中美洲、秘鲁和中国在内的被掠夺艺术品的总价值至少是意大利的四倍。彼得·沃森（Peter Watson）和塞西莉亚·托德斯基尼（Cecilia Todeschini）撰写了《美第奇阴谋》（The Medici Conspiracy）一书，该书揭示了被偷盗的艺术品、艺术品和古董市场、拍卖行和博物馆之间的联系。 
2007年，J. 保罗·盖蒂博物馆被意大利官员指控掠夺该国文物并引发其他争议。博物馆被迫归还40件文物，其中包括一座公元前5世纪的雕像阿佛洛狄忒女神的雕像，是从西西里岛的古希腊定居点莫根蒂娜掠夺而来的。盖蒂博物馆在1988年以1800万美元的价格从一位匿名收藏家手中收购了这座雕像，而该收藏家并没有给予充分的证据给博物馆展示雕像的来源且博物馆十分清楚。盖蒂博物馆近二十年来一直拒绝意大利政府的要求，后来才承认“此次收购可能存在‘问题’”。 2006年，意大利高级文化官员朱塞佩·普罗耶蒂表示：“谈判没有取得任何进展”，他建议意大利政府“对盖蒂博物馆采取文化制裁，暂停一切文化合作，直到盖蒂博物馆归还文物。”据《纽约时报》报道，盖蒂博物馆于2007年5月证实，这座雕像“很可能来自意大利”。 
波士顿美术馆也被迫归还34件被盗文物，包括希腊化时代的银器、伊特鲁里亚的花瓶和罗马雕像。上述机构已同意移交艺术品，以换取其他展品的借出。
2005年，盖蒂博物馆前馆长马里昂·特鲁和艺术品经销商罗伯特·E·赫克特在罗马受审；意大利指控他们购买和贩运被盗的文物和艺术品。2007年9月，意大利撤销了对特鲁的民事指控。针对特鲁的听证会于2010年10月结束，针对赫克特的听证会于2012年1月结束，因为根据意大利法律，他们所指控的罪行已经过了诉讼时效。 
在1999年另一起不相关的案件中，盖蒂博物馆在确定其馆藏的三件文物是通过盗掘得来后，不得不将它们移交给意大利。这些物品包括公元前5世纪的基利克斯杯子，是从伊特鲁里亚人切尔韦泰里遗址掠夺来的；公元二世纪密特拉雕像的躯干；还有希腊雕塑家波留克列特斯创作的青年头像。 据《纽约时报》报道，盖蒂博物馆多年来一直拒绝将这些古物归还给其合法所有者。  
2007年又发生了一起案件，当时意大利的艺术品盗窃调查小组发现了一批隐藏的古代大理石雕刻，这些雕刻描绘的是早期角斗士、穿着长袍的男子大理石雕像的下半部分和一根柱子的碎片。意大利文化部部长弗朗西斯科·鲁泰利利用此案强调了这些文物对意大利的重要性。 2021年，美国开始归还从意大利被盗的价值1000万美元的200件文物，其中包括金·卡戴珊无意中购买的一座雕像。

### 中南半岛

#### 柬埔寨
在占领印度支那半岛期间，法国开始洗劫柬埔寨各种雕像和其他物品。自古以来，高棉帝国统治时经常遭到邻国的袭击，这就导致其文物广泛分布在中南半岛的各个地区。高棉帝国的历史学家劳伦斯·帕尔默·布里格斯经常提到这些战争。例如，暹罗人于1430-31年洗劫了吴哥，他们将战利品带到了大城府。因此，当法国人1864年在印度支那建立保护国时，这些文物已经在散落在中南半岛各地。布里格斯描述大圣剑寺在19世纪末被路易斯·德拉波特“可耻地掠夺”，“他将战利品带到了法国博物馆（从而开始了对柬埔寨寺庙的系统性掠夺，以获取欧洲和美国公共和私人收藏的利益）”。他还描述了来到高棉的法国游客是如何带走许多雕像。因此，还多的收藏家，特别是法国的收藏家，拥有很多的高棉文物和艺术品收藏。该地区的许多物品被出口到欧洲和其他地方，并最终进入吉美博物馆等博物馆·。 

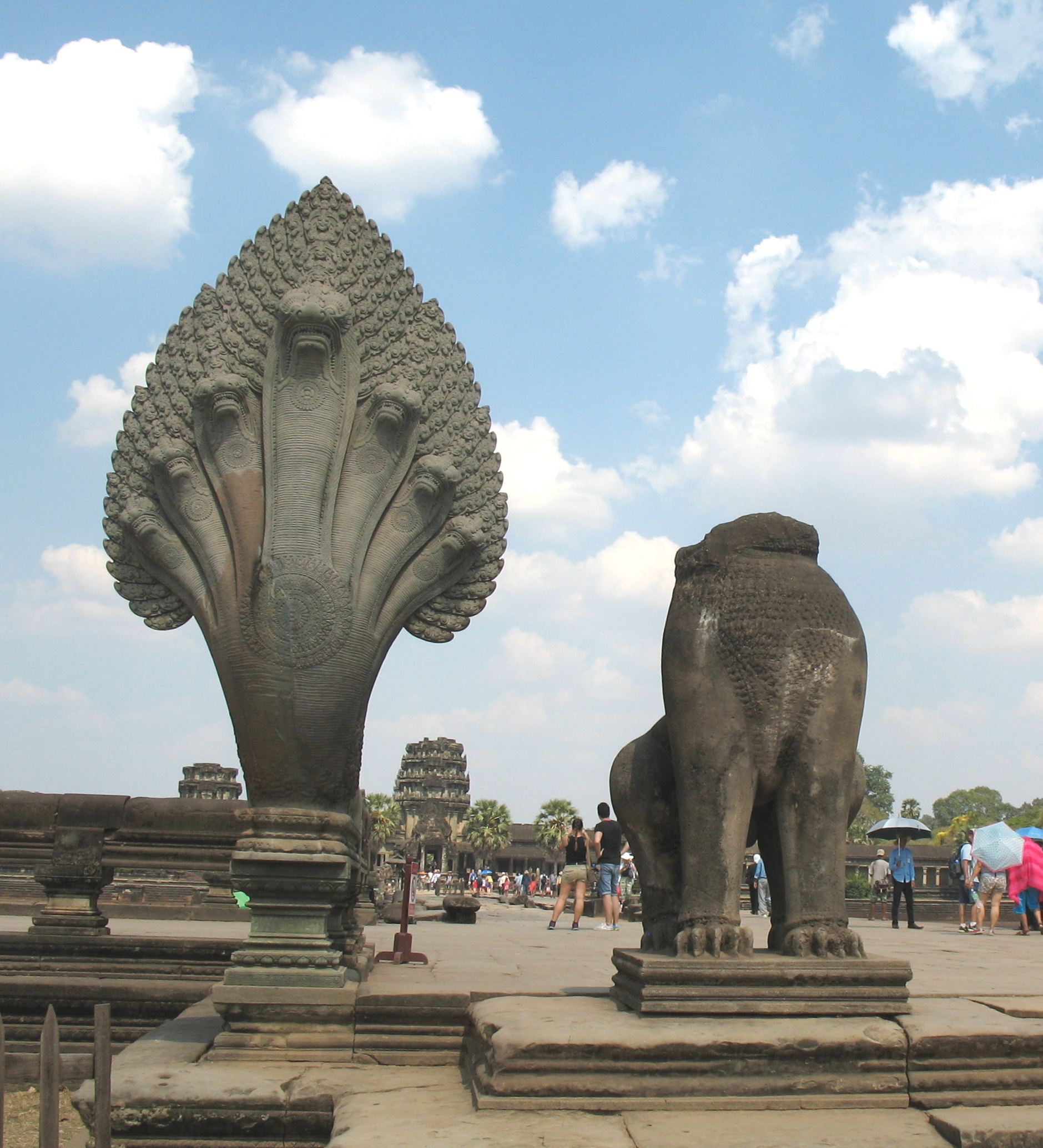
被破坏掉的雕像(右)，左边的娜迦雕像已经被修复

第二次世界大战期间，法国被纳粹德国占领，印度支那地区在当地被日本不同程度地控制。战后法国重新获得控制权，而长时期的殖民统治引发了当地民众的抵抗，进入了长达35年的混乱和战争时期，包括第一次印度支那战争和越南战争。此后，柬埔寨落入红色高棉的控制之下。在此期间，一些文物离开了柬埔寨，要么是防止遭到破坏，要么是被文物贩子盗走。有报道称，柬埔寨很多地方官员和武装部队应对文物倒卖到其他国家负主要负责。 
1992年，《基督科学箴言报》的一篇报道描述了艺术专家对由于柬埔寨战争和不稳定造成的“考古遗址严重退化和席卷东南亚的失窃文物贸易加速”的担忧。 走私团伙经常官员勾结来贩卖文物，其中最著名的是清迈一个由前政府部长管理的一个贩卖网络，这些走私团伙正在从吴哥窟和其他文化遗址盗走雕像，并通过泰国的贩卖网络将其出售给收藏家。
由于柬埔寨的混乱，这使得吸引了许多文物贩子。出生于英国的文物贩子道格拉斯·拉奇福德表示，当他和其他收藏家在20世纪60年代来到柬埔寨和泰国，购买和交易柬埔寨文物时，他们并不关心出处，而是将自己视为文物的拯救者，否则这些文物可能会遭到红色高棉的破坏。他们购买的许多文物被捐赠或出售给博物馆。2000年代，很多文物被掠夺的证据说服世界各地的博物馆将文物归还给柬埔寨。 
拉奇福德出售或捐赠给主要博物馆的物品包括一些罕见的古代高棉雕像。最初其拉奇福德从柬埔寨贡开寺庙遗址以及印度掠夺的雕像。至少两尊印度贵霜坐佛，是从印度古城马图拉掠夺的。其中一尊坐佛通过曼哈顿经销商南希·维纳，想要出售给皇家安大略博物馆，但由于其来源可疑，博物馆最终拒绝购买。2000年，它被澳大利亚国立美术馆买下，但随后的调查发现，这尊佛坐像是一件被掠夺的艺术品，此后它被运回印度。据报道，其他美国博物馆也收到了从拉奇福德掠夺的亚洲文物，包括丹佛美术馆、金贝尔艺术博物馆和诺顿·西蒙博物馆。
2013年，大都会艺术博物馆宣布将向柬埔寨归还两尊古代高棉雕像，名为“跪着的侍从”，它们是1987年和1992年从拉奇福德手中获得的。大都会博物馆发言人表示，博物馆收到了“决定性”证据，证明这些文物是从贡开被偷走并非法贩卖到美国的。
2015年，克利夫兰艺术博物馆自愿将一尊10世纪的印度教猴神哈努曼雕塑归还给柬埔寨，此前该博物馆的馆长发现了该雕塑曾经被倒卖的证据——该雕像的头部曾于1968年出现在曼谷的文物市场上，但是其主体于1972年柬埔寨内战期间出现在市场上。博物馆馆长表示：“我们的研究表明，它很可能在一段可怕的时期被从对柬埔寨极其重要的文化遗址上被盗走，而它的归还完全符合最高的法律和信托标准。”古物联盟的考古学家、律师泰丝·戴维斯（Tess Davis）对博物馆的决定表示赞赏，但她表示：“哈努曼首次出现在市场上，当时柬埔寨正处于战争之中，面临种族灭绝。怎么会有人不知道呢？”这是被盗的财产吗？唯一的答案是没有人想知道。” 

#### 越南
拉奇福德除了倒卖柬埔寨文物以外，还曾倒卖越南的文物。2022年5月，越南文化遗产部向美国丹佛艺术博物馆致信，要求其归还来自越南的8件文物，这8件文物为博物馆前研究顾问艾玛·邦克捐赠的，而其中一件镀金青铜佛像便是从拉奇福德的合作伙伴乔纳森·塔克处购买的。越南怀疑拉奇福德和塔克两人利用丹佛艺术博物馆使来源可疑的文物合法化。尽管越南一再要求博物馆归还文物，但至今仍没有消息。

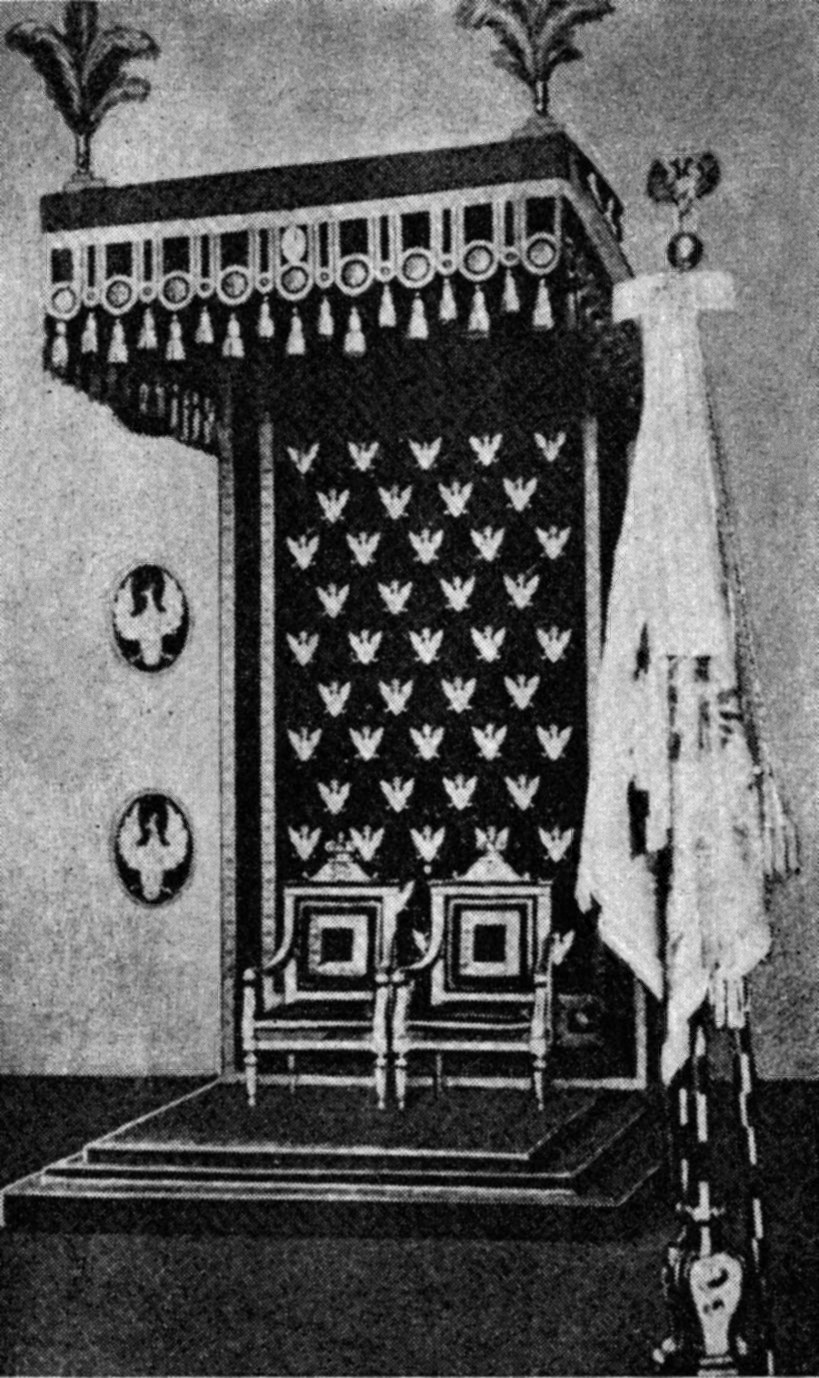
斯坦尼斯瓦夫·奥古斯特·波尼亚托夫斯基的王座陈列在克里姆林宫。1830年代十一月起义失败后被俄罗斯抢走。1920年代，苏联政府将其归还波兰，但二战期间却被德国人故意毁坏。

尽管如此，在2022年11月，越南国家历史博物馆收到了从美国归还的10件文物，其中包括一把古董石斧和四件东山文化的文物。2023年9月，英国警方扣押了拉奇福德女儿朱莉娅·科普勒斯顿收藏的一尊来自越南7世纪的四臂难近母铜像，这尊铜像是拉奇福德死后留给茱莉亚的遗产。这尊铜像被怀疑是拉奇福德用倒卖文物和诈骗赚来的钱购买的，最终英国警方决定将其还给越南并转交给越南驻英国大使馆。

### 波兰
扎乌斯基图书馆是波兰第一家公共图书馆，由约瑟夫·安杰伊·扎乌斯基和安杰伊·斯坦尼斯瓦夫·扎乌斯基两兄弟创立。该图书馆是波兰最大的图书馆，以及欧洲最早的公共图书馆之一，收藏了约 400,000 份印刷品、手稿、艺术品、科学仪器以及动植物标本。在1794年第二次瓜分波兰和柯斯丘什科起义后，俄罗斯沙皇叶卡捷琳娜二世命令俄罗斯军队将其洗劫一空；被盗的艺术品被运往圣彼得堡，并成为一年后成立的俄罗斯帝国图书馆的一部分。尽管部分藏品已于1921年由苏联归还，并在华沙起义期间被烧毁，但俄罗斯仍没有归还藏品的其他部分。现如今，波兰科学家已被允许接触和研究这些物体。 
1795年波兰立陶宛联邦第三次瓜分后，波兰王冠宝石被普鲁士人拿走。 1925年，波兰政府在维也纳以35,000美元的价格购买了奥古斯都三世国王和玛丽亚·约瑟法王后的银制王冠。它由两个王冠、两个权杖和两个十字圣球组成，制作于1733年左右。最初的王冠在波兰王位继承战争期间被隐藏起来。这些王冠在华沙展出至1939年，并于1940年被德国军队偷走。后来，他们在德国被苏联军队发现并被送往苏联，直到1960年被送回波兰。今天，它们被存放在华沙国家博物馆。
十一月起义失败后，大量的文学和艺术珍品被运出波兰。 里加条约签订之后，波兰收回了一些原先在华沙城堡和瓦维尔城堡的艺术品。  
第二次世界大战期间，德国试图彻底摧毁波兰并消灭其人口和文化。德国系统地执行了在战争开始前就准备好的抢劫计划，无数艺术品被洗劫一空。二十五家博物馆和许多其他关于波兰文化和历史的设施被毁。德国盗窃和破坏波兰艺术品的总成本估计为200亿美元，相当于波兰文化遗产的 43%。超过516,000件艺术作品被抢走（包括欧洲画家的2,800幅绘画、波兰画家的11,000幅绘画、1,400件雕塑、75,000份手稿、25,000份地图、90,000册书籍，以及数十万件艺术品和有价值的历史文物）。苏联军队后来也参与了掠夺。

### 拉丁美洲
来自伊比利亚半岛的征服者对中美洲和南美洲的掠夺是世界上最著名的掠夺之一。罗杰·阿特伍德在《盗窃历史：古墓丽影、走私者和对古代世界的掠夺》一书中写道：“玛雅石雕成为美国优秀艺术博物馆必须拥有的东西之一，而墨西哥南部和危地马拉丛林中的掠夺者则在从事这些工作。加班以满足需求。”对中美洲的文物掠夺有着悠久的历史。在考古学家到达坟墓之前，坟墓经常被洗劫一空，然后这些文物就会被卖给美国、日本或欧洲的富有收藏家。利马考古学家吉列尔莫·科克谈到最近在秘鲁首都利马郊区发现的数十具保存完好的印加木乃伊时说道：“真正的问题是掠夺者，”他说。 “如果我们离开墓地，几周后它就会被摧毁。” 

#### 秘鲁
秘鲁拥有大量前哥伦布时期的遗址，包括印加文明、莫切文化和纳斯卡文化等古老的文明。这些遗址出土的文物，如黄金制品、陶器、纺织品和木乃伊等，在国际市场上极具价值，也因此在秘鲁被殖民后便一直遭受掠夺。最著名的案例便是前康涅狄格州参议员海勒姆·宾厄姆三世，在1911年其率领探险队在秘鲁探险发现了马丘比丘遗址，随后其从马丘比丘挖掘并带走大约40,000件文物，包括木乃伊、陶器和骨头，并将其交给耶鲁大学，并存放在耶鲁大学自然历史博物馆。为了索回文物秘鲁政府不断抗议，与耶鲁大学追讨多年，甚至对簿公堂，最后由美国总统奥巴马的游说下，耶鲁大学最终退让，愿意向秘鲁政府归还第一批、总计366件文物。2012年，耶鲁大学又向秘鲁政府归还超过35000个陶瓷碎片。

### 西班牙

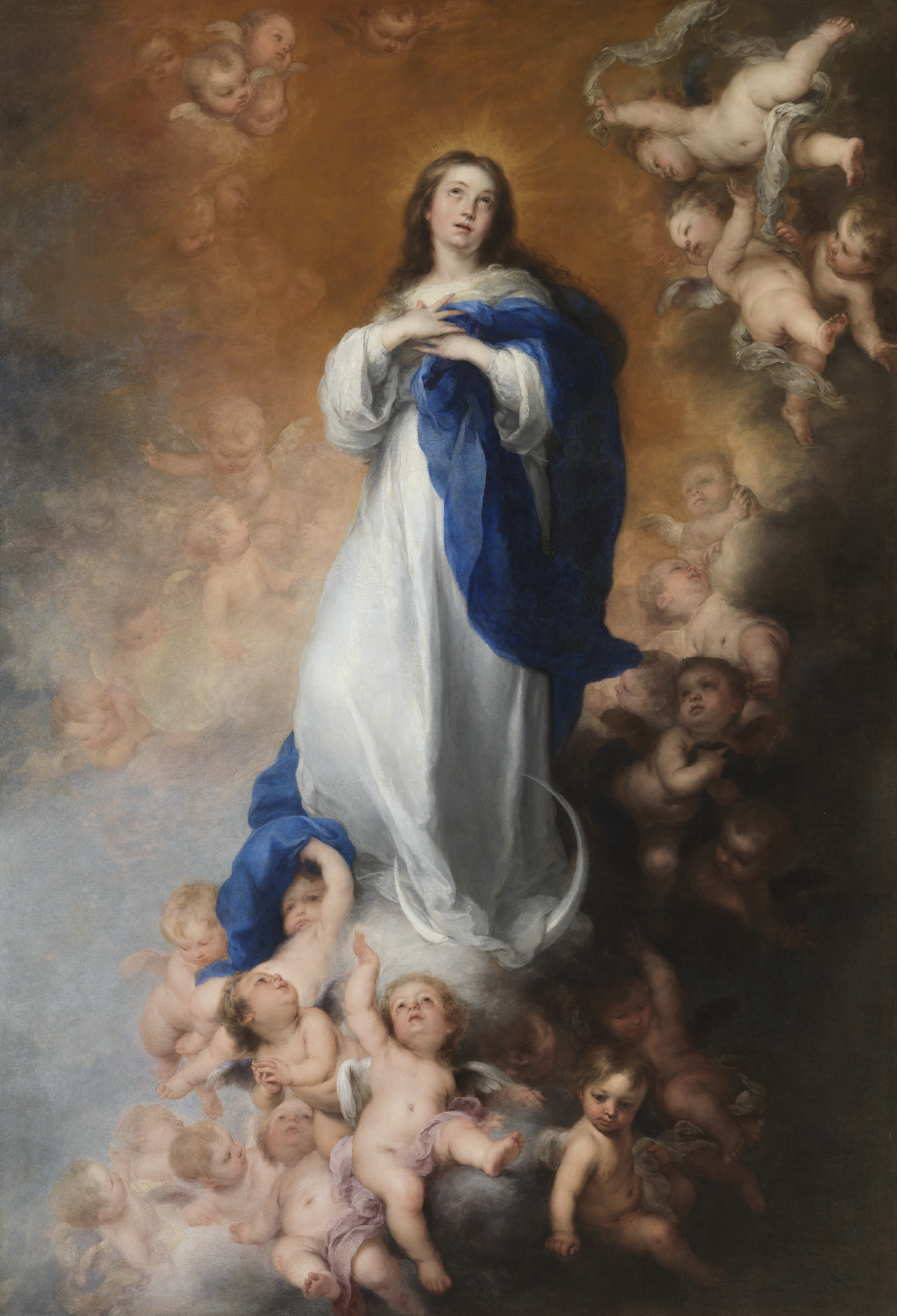
洛斯尊者的圣母无染原罪，现存于马德里的普拉多博物馆

拿破仑入侵西班牙期间，约瑟夫一世计划将西班牙最好的艺术品收藏在博物馆里，因此他下令收集所有可能的艺术品。
1810年，法国军队在塞维利亚洗劫了1000幅画作。大多数绘画来自宗教建筑。让·德迪厄·苏尔特元帅偷走了180多幅画作，其中包括牟利罗的一些画作。 
马德里的埃斯科里亚尔修道院也遭到洗劫，许多珍贵的艺术品被占领军掠夺。
当约瑟夫一世离开西班牙时，他遗弃了西班牙皇家收藏的200多幅画作。其中一些画作是斐迪南七世赠送给惠灵顿公爵的礼物。
最著名的被掠夺作品是《洛斯尊者的圣母无染原罪》 。 1813 年，它被让·德·迪厄·苏尔特元帅抢走并带到法国。1852年，它被卢浮宫买下，一直到维希政权与西班牙政府交换艺术品并返回西班牙。 

### 撒哈拉以南非洲

#### 尼日利亚

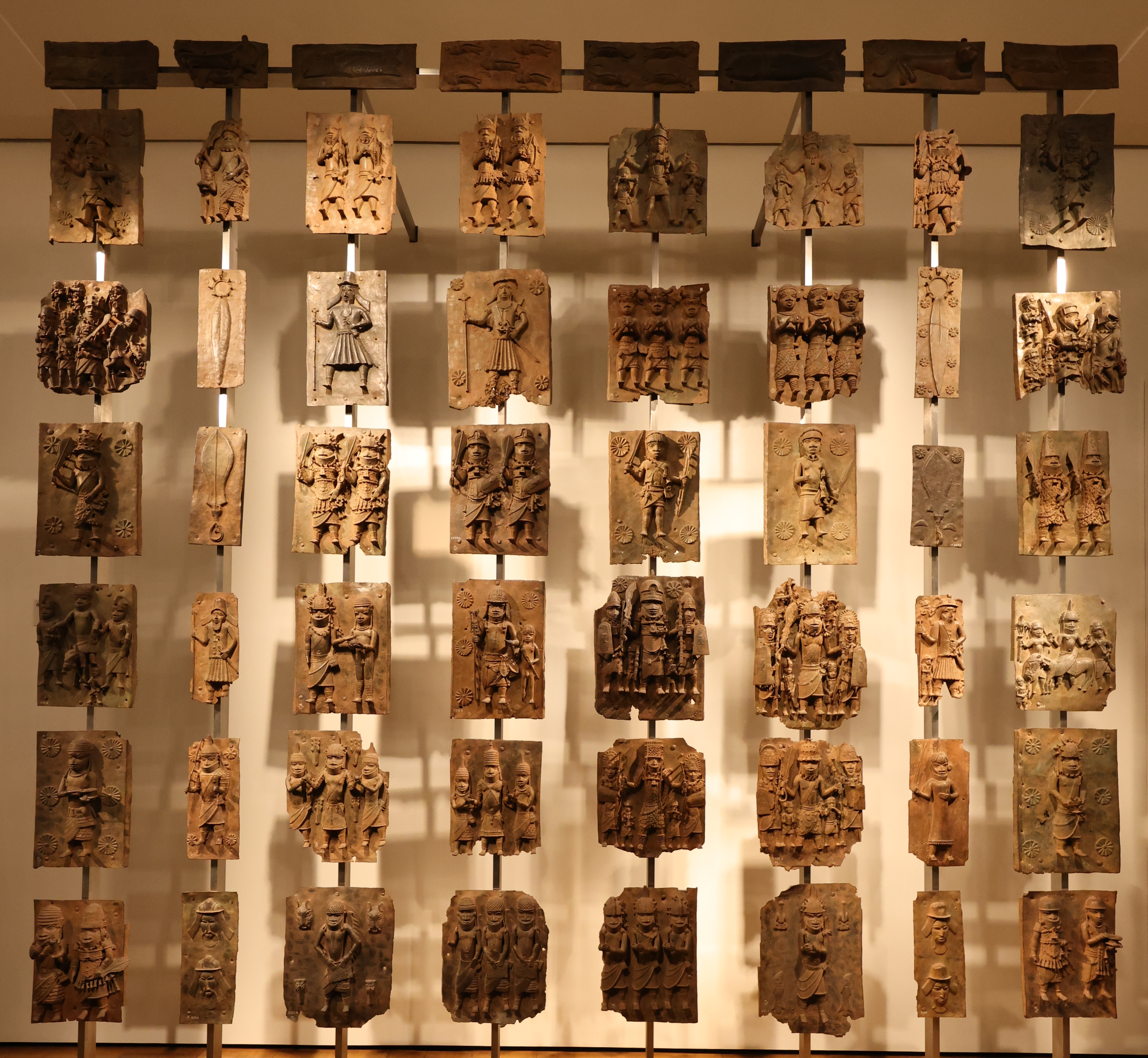
在大英博物馆展出的贝宁青铜器

对非洲艺术品的掠夺主要是由于瓜分非洲造成的，许多欧洲列强在非洲大陆殖民。被掠夺的非洲艺术品的一个著名例子是从贝宁王国（现为尼日利亚南部）洗劫的贝宁青铜器； 1897年英国远征贝宁期间，英国人从贝宁王宫夺走了数千件此类青铜艺术品。 
贝宁青铜器的两个最大收藏地位于柏林民族博物馆和大英博物馆，第三才是位于尼日利亚拉各斯的尼日利亚国家博物馆。自1960年获得独立以来，尼日利亚曾多次寻求欧洲各国博物馆归还青铜器。1950年至1972年间，大英博物馆向尼日利亚政府出售了30多件贝宁青铜器，此后大英博物馆宣布停止向尼日利亚出售青铜器，之前出售的原因的原因博物馆收藏的青铜器过多。
2018年，贝宁对话小组与伦敦政府达成协议，英国将贝宁青铜器借展给埃多州的新贝宁皇家博物馆举办临时展览。该小组由几个国际博物馆、贝宁皇家法院、埃多州政府、尼日利亚国家博物馆和古迹委员会的代表组成。2015年，马克·沃克（Mark Walker）归还了一些贝宁青铜器，这些青铜器是他的祖父在围攻贝宁王国期间带走的。
阿伯丁大学于2021年3月同意归还其在1957年在拍卖会上购买的青铜头像。2021年4月，德国政府宣布到2022年归还德国博物馆收藏中“被掠夺”的贝宁青铜器。柏林民族博物馆下属的洪堡论坛主任哈特穆特·多尔格洛（Hartmut Dorgerloh）在一次新闻发布会上表示，按照早先的计划，在柏林的新博物馆建筑群中展出贝宁青铜器“现在是不可能的”。同样在2021年4月，英国教会承诺归还两件贝宁青铜器，这两件青铜器是近40年前作为礼物赠送给当时的坎特伯雷大主教罗伯特·朗西的。同月，位于伦敦南部的霍尼曼博物馆表示，他们正在考虑就归还49件贝宁青铜器。

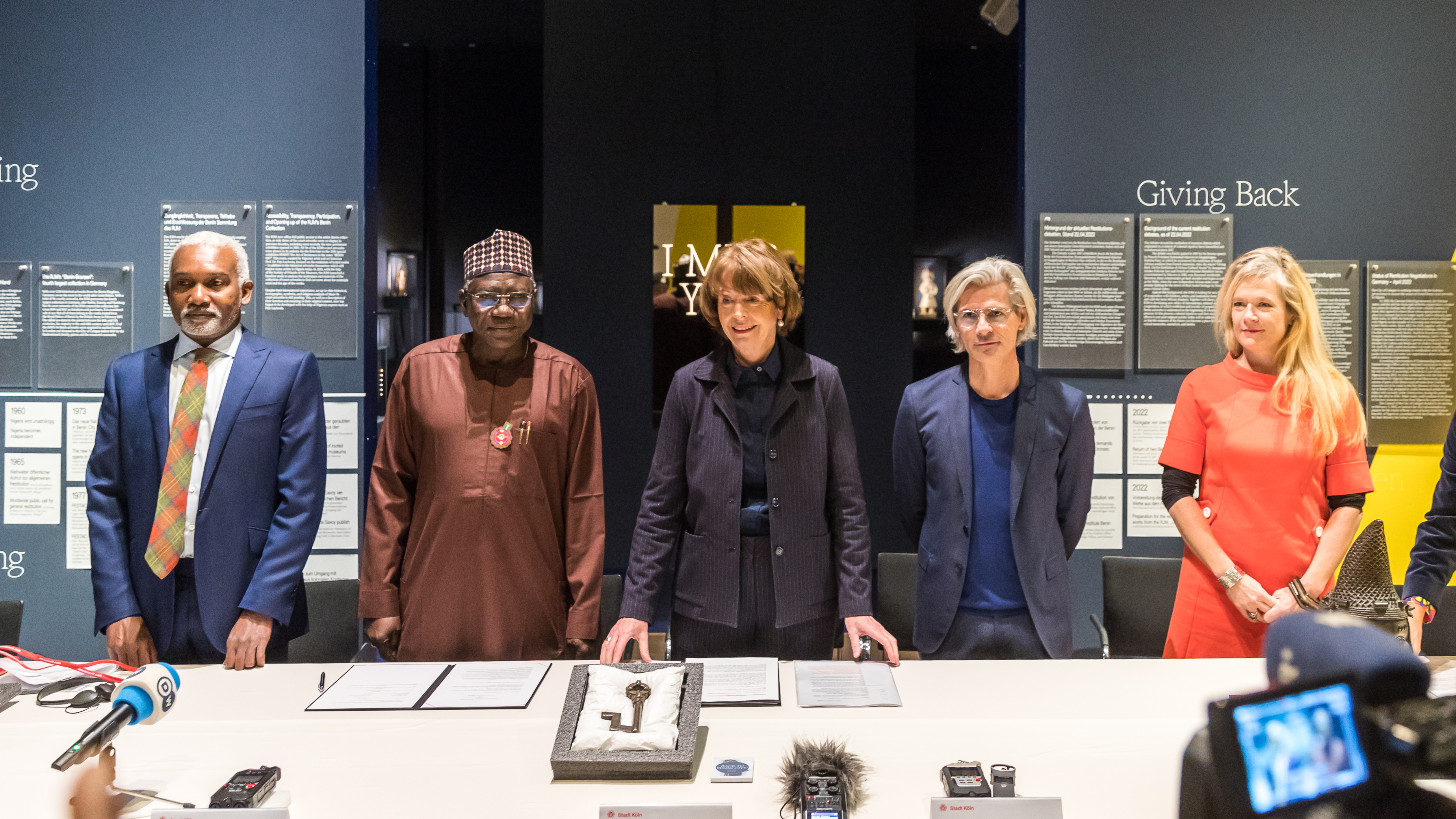
科隆市政府将贝宁青铜器归还给尼日利亚

2021年10月，剑桥大学耶稣学院宣布将于10月27日将一只名为Okukor的公鸡雕塑送回尼日利亚，此前有学生团体揭示了它作为被掠夺文物的历史意义。该雕像此前曾于2016年从剑桥大学的展览中移除并确定该雕像是直接从贝宁宫廷抢走的，在1905年由一名学生的父亲赠送给学院的。 2022年2月，埃乌阿雷二世在贝宁城的皇宫收到了两件贝宁青铜器，即阿伯丁大学和剑桥耶稣学院归还的欧巴头像和青铜公鸡奥库尔。12月，剑桥大学将100多件贝宁文物的所有权从其考古学和人类学博物馆转让给尼日利亚国家博物馆。博物馆发言人宣布，其中一些作品将“长期借阅”于剑桥，以确保“这个西非文明继续在博物馆的展览和学校团体的教学中得到体现”。
2022年7月1日，德国宣布立即将斯图加特的林登博物馆、柏林洪堡论坛、科隆劳滕施特劳斯特-约斯特博物馆、汉堡民族学博物馆和萨克森州民族志收藏馆收藏的1,100件文物的所有权立即转让给尼日利亚。每件物品的实物归还将由德国博物馆和尼日利亚政府协商，根据保管协议，其中一些物品可以继续在德国展出。普鲁士文化遗产基金会（Prussian Cultural Heritage Foundation）的负责人赫尔曼·帕辛格（Hermann Parzinger）表示，“具有代表性的物品收藏”将长期借给德国。

#### 埃塞俄比亚
1867年，英国借埃塞俄比亚皇帝特沃德罗斯二世监禁了几名传教士和两名英国政府代表为由，派遣罗伯特·纳皮尔男爵率领英国远征军从印度跨海远征埃塞俄比亚。在远征过程中，大英博物馆也派人员跟随。经过一年多的战争，英国在马格达拉之战后打败了埃塞尔比亚，特沃德罗斯二世自杀。战争结束后，纳皮尔首先炸毁了特沃德罗斯的堡垒，洗劫并烧毁了安巴马利安。许多被掠夺的文物和艺术品进入了皇室、军官和普通士兵的手中。大部分书籍和手稿被送到了大英博物馆或牛津大学的博德利图书馆，而少数则去了温莎城堡的皇家图书馆和较小的英国收藏馆。其他被掠夺的物品最终被收藏进维多利亚和阿尔伯特博物馆、人类博物馆和国家陆军博物馆。
自1870年，英国不断归还一些来自埃塞俄比亚的文物。1870年，一幅耶稣像被归还给约翰尼斯四世。1902年，梅克斯夫人在她的遗嘱中将自己收藏的埃塞俄比亚手稿归还给孟尼利克二世，但最后不了了之。1924年，特沃德罗斯二世的两顶王冠中的一顶归还给了佐迪图皇后，但更有价值的金王冠仍被保留。1960年伊丽莎白二世访问埃塞俄比亚时，将特沃德罗斯二世的一顶帽子和印章归还给海尔·塞拉西一世。
1999年，英国和埃塞俄比亚的几位知名人士创建了马格达拉埃塞俄比亚宝藏归还协会 (AFROMET)，该协会开展宣传和游说活动，希望将英国远征埃塞俄比亚期间掠夺到的所有宝藏送回埃塞俄比亚。2019年，国家陆军博物馆宣布归还特沃德罗斯在自杀后被割下的一绺头发。2021年，一家英国非营利组织购买了包括圣经、十字架、盾牌、一套牛角烧杯和一顶皇冠在内的许多流失在外的埃塞俄比亚文物并将它们归还给埃塞俄比亚。这些文物是从比利时的一家拍卖行和一位私人收藏家那里购买的，被描述为“埃塞俄比亚历史上最重要的遗产归还”。

#### 刚果
在进入19世纪以后，刚果王国逐渐被欧洲各国瓜分，直到1914年彻底灭亡。整个刚果被分为三个部分：比属刚果、法属刚果和葡属刚果。从19世纪末到1960年，数以千计的刚果艺术品，包括木制雕像、象牙面具、手稿和乐器等被比利时和其他欧洲收藏家、科学家、探险家和士兵带走。在刚果自由邦时期，比利时的士兵将大批的刚果艺术品运回比利时，其原因是整个刚果自由邦均属于利奥波德二世私人所有。2021年，比利时政府宣布准备将收藏在中非皇家博物馆的84,000件来自刚果的文物和艺术品移交给刚果政府，同时给予了一份文物名单来调查这些文物的来源，但是博物馆仍然希望这些文物能够留在比利时，因为这些文物给博物馆带来了巨大的收益。

### 叙利亚

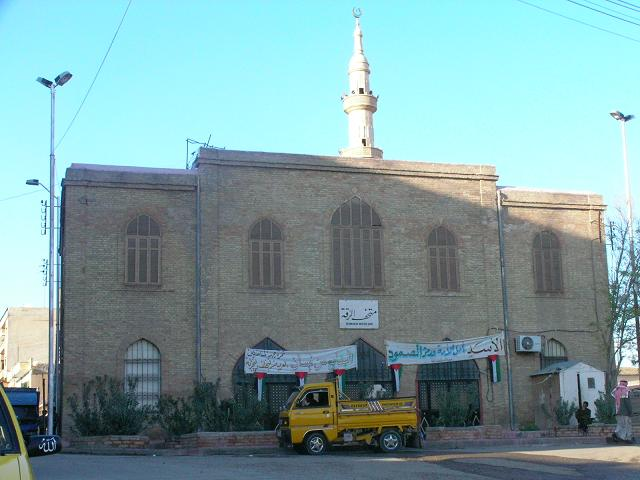
拉卡博物馆

自叙利亚内战以来，由于叙利亚的社会一直受到政府军、反对派武装以及恐怖组织之间的冲突的影响，对各类文化遗址和博物馆的保护微乎其微。叙利亚各地有超过25个文化遗产博物馆，许多文物由于战争被迫存放在仓库中。据报道，因为政府与武装分子之间的冲突升级，很多博物馆遭到洗劫，只有大马士革的博物馆幸免于难。2011年7月11日，叙利亚总理阿德尔·萨法尔警告说，“叙利亚受到武装团体的威胁，这些武装团体拥有专门盗窃手稿和文物以及抢劫博物馆的高科技工具”，同时呼吁加强安全措施。
2012年，位于拉卡省的拉卡博物馆在被伊斯兰国占领后遭到伊斯兰国的洗劫以及摧残。2017年，叙利亚民主力量解放拉卡之后，博物馆再次遭到当地民众的洗劫。大量的文物被伊斯兰国士兵和民众贩卖到泰勒艾卜耶德，在这里由来自土耳其的买家买走。2017年，拉卡公民委员会及其“文化与古物委员会”与文物保护组织合作，从2018年初开始修复拉卡博物馆，同时追踪博物馆内被盗文物。除了拉卡博物馆外，霍姆斯、代尔祖尔、马雷特努曼、巴尔米拉和哈马的博物馆和文化遗址在内战以及伊斯兰国占领期间都遭受到了不同程度的损毁和劫掠。
2021年10月，黎巴嫩国会议员诺哈德·马赫努克在接受黎巴嫩新电视台远程采访时，被发现其背景有来自巴尔米拉博物馆的雕像从而引起了公众和文保组织的关注。马赫努克的办公室解释称这些雕像是存放在他的办公室中且已经存放了十多年，并称根据黎巴嫩法律规定，黎巴嫩禁止将文物运出黎巴嫩，以保护他们免受古董贸易的影响。然而，大马士革El-Adiyat古物保护协会的创始人兼理事会成员萨阿德·范萨表示马赫努克的说法完全错误，他称这些雕像在2014年和2015年期间从巴尔米拉博物馆被盗走，这与马赫努克的说法相反。尽管有证据表明这些雕像是从叙利亚盗走的，但是由于叙利亚政府没有确切的档案来证明这些文物，因此国际刑警组织无法帮助叙利亚，而马赫努克也因此拒绝归还。叙利亚记者奥马尔·布尼亚称叙利亚文物被大规模倒卖的原因就是叙利亚文物和博物馆总局的不作为，并称叙利亚政府一直通过掩藏和销毁文物档案来贩卖文物。
事实上，黎巴嫩已成为从叙利亚文物的主要市场之一。黎巴嫩真主党为从叙利亚掠夺和交易非法文物做出了巨大贡献，特别是该党驻守在马卢拉、巴尔米拉和其他叙利亚古城的民兵，这些民兵在叙利亚公开挖掘文物以及掠夺文物。在收集到文物之后，真主党民兵将这些文物运送至真主党控制的过境点，并通过贿赂黎巴嫩和叙利亚官员为走私提供便利。除了黎巴嫩以外，土耳其、伊朗和俄罗斯都参与到倒卖叙利亚文物当中。
除了其它国家的掠夺外，伊斯兰国也会参与进掠夺文物的行径之中。由于意识形态的不同，伊斯兰国曾在其控制区内破坏文化古迹和博物馆、砸毁文物和烧毁书籍。令人意想不到的是，贩卖文物却是伊斯兰国的重要资金来源。2013年，瑞士海关在日内瓦自由港进行搜查时，发现了三件被伊斯兰国从巴尔米拉古城掠夺走的雕塑。2017年，这些文物被瑞士官方宣布要归还给叙利亚。除此以外，许多来自伊斯兰国占领区的叙利亚文物被人发现在脸书和EBay上面售卖。伦敦大学学院考古研究所的近东专家马克·阿尔塔维尔发现，伊斯兰国一种模板化的方式倒卖文物。他们先是组织人员挖掘考古遗址，再将这些挖到和掠夺到的文物通过地下网络走私到土耳其和黎巴嫩。在这里，这些文物会通过中间商售卖给来自欧洲的经销商，随后通过经销网络运往瑞士和德国，并在日内瓦和巴塞尔与文物保护人员一起伪造书面记录，使得这些文物变得“干净”。最后，这些被洗白的文物会运往英国或美国，并在拍卖会上出售给收藏家或博物馆。通过这一经销网络，伊斯兰国通过倒卖文物获得了丰厚的利润并且成为其最主要的资金来源。

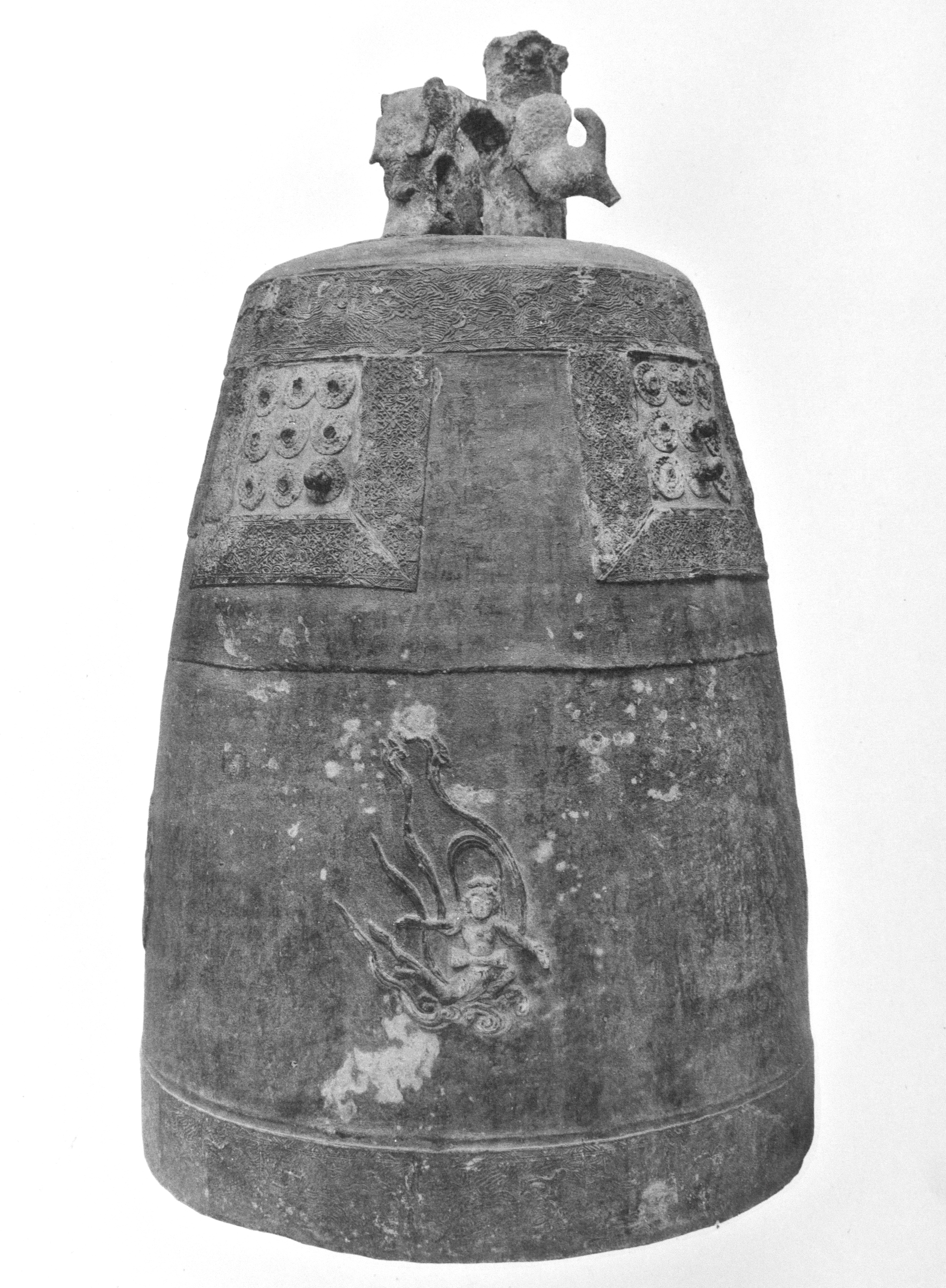
常宫神社内的朝鲜钟

### 朝鲜半岛
朝鲜半岛自古以来就与中国有着密切的联系，同时也被日本视为重要的战略基地和征服中国的跳板。16世纪末，丰臣秀吉初步统一日本后，先后两次入侵朝鲜半岛并与明朝军队作战，但最终两次入侵都没有成功。其中大量的朝鲜半岛文物被带回到日本。之后，朝鲜半岛又经历了甲午战争、日俄战争、长时间的日本统治时期以及朝鲜战争。在这期间，朝鲜半岛的大量文化遗址遭到毁灭性打击，而大量的文物也被日本和其他国家掠夺。1965年，日本政府于韩国政府签订了《日本和大韩民国关于解决财产和债权问题及经济合作的协定》和《日本和大韩民国关于文化财产和文化合作的协定》，并最终解决了日本境内从朝鲜半岛掠夺走的文物的归还问题。但是，进入21世纪以后，韩国政府再次开始声索被盗走的文物。
在16世纪日本第一次入侵朝鲜失败之后，日本军队带回了许多的朝鲜钟。这些朝鲜钟大多是来自朝鲜的寺庙和钟楼中，在战争期间被日本军队掠夺走，随后被赠送给日本的寺庙。在日本，有47口朝鲜钟被确认是在日本入侵朝鲜失败之后，被日本军队掠夺走带来了日本国内，但是也有从朝鲜半岛的寺院被卖到寺院传来了日本的。现在，大多数的朝鲜钟是作为寺庙和神社的梵钟使用的，最著名的是福井县敦贺市常宫神社的朝鲜钟，其被列为日本国宝，冈山市东区西大寺观音院的朝鲜钟也是国家指定的重要文化财产。2012年3月，以韩国庆尚南道晋州市市长李昌熙带领30多名市民团体访问了常宫神社，要求神社和日本政府归还被掠夺走的朝鲜钟。不过，也有日本学者认为常宫神社的朝鲜钟是被海盗抢走，而非日本掠夺走的。
除了朝鲜钟外，朝鲜半岛的绘画以及书籍也是日军在入侵期间的重点掠夺对象。朝鲜画家安坚的《梦游桃源图》在战争期间，被岛津义弘从京畿道的大慈庵寺掠夺走。此后几经易手，于1955年被天理大学所购买，并存放在其天理大学附属天理图书馆。

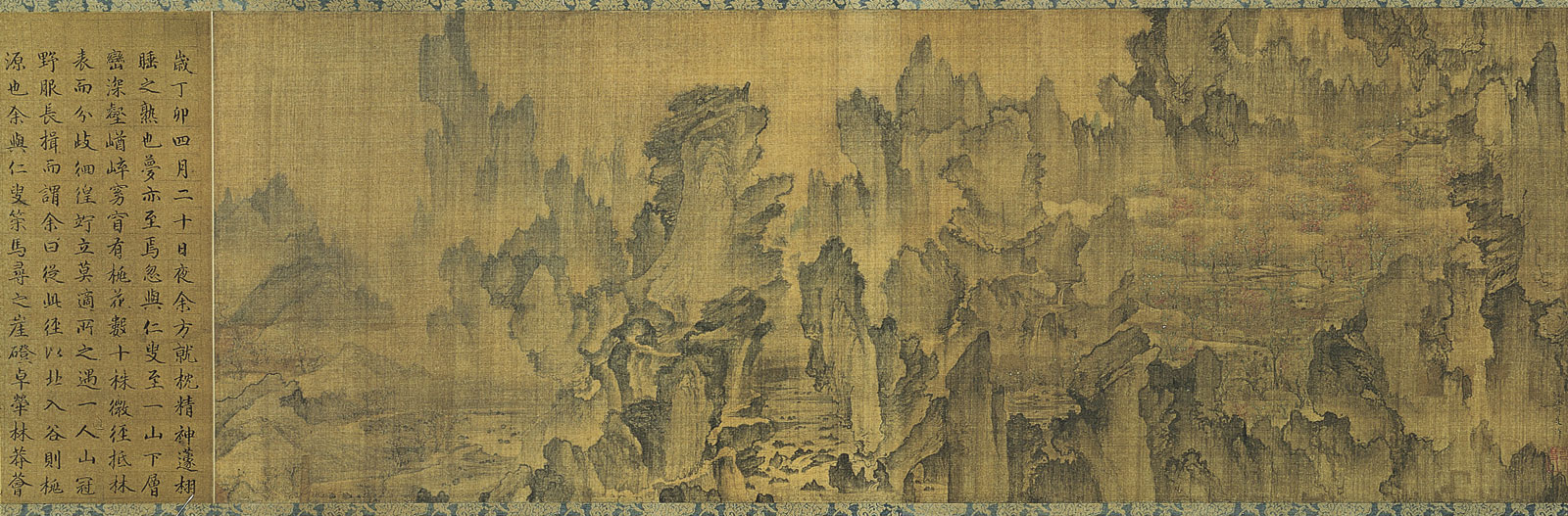
《梦游桃源图》

《朝鲜王室仪轨》是朝鲜王朝时代，王室主要行事，如婚、丧、喜、庆、册封、筑城等文字及图画记录的总汇。在1866年法国远征朝鲜期间，法国军队洗劫了朝鲜王室存放在江华岛奎章阁里的大部分书籍和文物，随后将其带回了法国并存放在法国国家图书馆。直到1975年，这些书籍被韩国的学者发现，开始着手准备要求法国归还。1993年，时任法国总统弗朗索瓦·密特朗在访问首尔期间归还了《徽庆园园所都监仪轨》上卷，以推销TGV列车，同时承诺归还剩余的收藏品。在2010年，韩国总统李明博与法国总统尼古拉·萨科齐在首尔G20峰会上达成协议，法国将归还被掠夺走的书籍。除了法国人以外，日本也曾针对这些书籍进行大规模掠夺。1922年，日本强行将包括167本王室仪轨在内的许多书籍以及约1000件其他文物强行从朝鲜半岛转移到东京大学，这些书籍存放在昌德宫和五台山的寺庙中。2008年11月，首尔市议会通过决议，敦促日本归还被掠夺走的书籍。2010年8月，时任日本首相菅直人宣布将归还部分书记，以纪念日本吞并朝鲜一百周年。2011年10月，日本首相野田佳彦在访问首尔期间归还了五份副本，以改善日本和韩国的关系。2011年12月，日本政府归还了1200册书籍，其中包括150本王室仪轨。

## 文物归还问题
文物归还争议主要针对于是持有疑似被盗文物的个人、文化机构和国家，与那些追求将其归还至原籍国或原社区的人之间的冲突。争议中的许多观点集中在法律问题上，如获取文物方式的合法性等。在返还争议和文化财产法中，有两种主要理论：文化国际主义和文化民族主义。这些理论是在多个国际公约（如1970年《联合国教科文组织公约》和1995年《国际统一私法协会公约》）的创立之后产生并发展的。
文化国际主义认为，文化财产不局限于一个国家或个人，而是属于每个人。因此，当有归还文物的要求可以被拒绝，因为当一个国家宣布对某件物品的所有权时，通常会提出返还要求，而根据这一理论，文物并不是但属于个人，而这些国际无权索回这些文物。有人进一步认为，这一理论与“世界博物馆”理论非常相似。在一些国家要求归还文物之后，一些欧美博物馆发表了声明，详细说明了世界博物馆的重要性。该宣言认为，随着时间的流逝，博物馆获得的物品已成为该国遗产的一部分，博物馆致力于为来自每个国家的人民服务，作为“文化发展的推动者”。正是基于这一理由，许多归还文物的请求被拒绝。文化民族主义认为，文化财产属于其原属国，并积极寻求归还国外的文物。在1970年联合国教科文组织的《关于禁止和防止非法进出口文化财产和非法转让其所有权的方法的公约》和1995年国际统一私法协会签署的《国际统一私法协会关于被盗或者非法出口文物的公约》之后，文化民族主义越来越受到欢迎。

### 反对归还文物的观点
- 文物是人类历史的一部分，大英博物馆、卢浮宫和大都会艺术博物馆等百科全书式的博物促进了知识和世界各地文化的传播。美国艺术史学家詹姆斯·库诺（James Cuno）认为，要求归还文物的主张实际上是在反对博物馆的百科全书式的展示。[172]
- 许多文物经常被盗墓者挖掘或发现，也因此原本可能永远无法找到的文物被发掘出来；由外国领导的考古队也发掘出了一些有助于文化知识和理解的文物。[173]
- 文化民族主义声称拥有文物所有权，是建立在现代国家构建的边界之上的，与制作这些作品的古代民族的文化、精神和种族的联系薄弱。[174]
- 文化身份是动态的、相互关联的和重叠的，因此，任何现代民族国家都不能在不提倡宗派文化观的情况下将文化财产据为己有。
- 将艺术作品传播到世界各地，鼓励国际学术和专业交流。
- 百科全书式的博物馆位于伦敦、巴黎、柏林、罗马或纽约等国际大都市，如果艺术品被归还给原属国，看到它们的人会少得多。例如，如果将罗塞塔石碑从大英博物馆转移到埃及博物馆，那么参观它的人数将从每年约550万游客减少到250万游客。[175]

### 支持归还文物的观点
- 大英博物馆、卢浮宫博物馆和大都会艺术博物馆等百科全书式的博物馆内收藏的外国文物，绝大多是通过对殖民地的艺术品进行掠夺而建立的，因此这些文物千里迢迢来到大洋彼岸，远离了它们原先存在的地方。
- 在许多情况下，归还艺术品的优先顺序已经确定，但博物馆目前拒绝归还的艺术品往往是他们最有价值和最著名的艺术品，以此混淆视听，从而拒绝归还其它文物。
- 文物是人类历史的一部分的论点是殖民主义的衍生物，将其他文化的艺术挪用到西方历史叙事中。
- 收藏世界上大部分艺术品和文物的百科全书式博物馆位于西方城市，为欧洲学者、专业人士和人民提供特权，同时将原籍国的人排除在外。
- 认为艺术品在西方世界之外不会受到保护的论点是虚伪的，因为许多从殖民国家运出的艺术品被粗暴地移除，经常损坏，有时甚至在运输过程中丢失。例如，埃尔金石雕在大英博物馆清洁和保存过程中被损坏。